# 槟城锺灵国民型华文中学
槟城锺灵国民型华文中学（简称锺灵华中）是马来西亚槟城州东北县乔治市亚依淡甘榜峇汝的一所国民型华文中学，同时也是全槟唯一一所全男子中学的国民型华文中学，于1917年成立。1962年，锺灵中学接受政府津贴改制后，命名为“槟城锺灵国民型华文中学”（即锺灵华中，以马来语/英语媒介语教学），未接受津贴而续办的中学部则改称“锺灵独立中学”（即锺灵独中, 以中文为媒介语教学的华文独立中学），两校共用校地。槟城锺灵也是槟城州内落实“特别计划班级”（前称控制中学）计划下的4所国民型华文中学之一，只有成绩卓越的学生可以入读。由于锺灵中学是所国民型华文中学，因此申请入学者必须是华小（SJKC）毕业生。 该校所有的学生都需在马来西亚教育文凭 （SPM）报考华文科，而华文节数更是一个星期高达7节。
早期的锺灵拥有浓厚的政党色彩, 许多师生都参加中国国民党。锺灵师生1937年至1945年间参与抗日援华。一些师生甚至返回中国进入黄埔军校。随着中国共产党的堀起，锺灵也出现共产党的活动。抗日及中华人民共和国开国华侨少将陈青山也曾就读锺灵。锺灵和近代中国历史具有密切的關聯。当中国山河变色及1950年代国际大背景的影响下, 许多锺灵师生也加入马来亚共产党反抗英国殖民地统治。对于华文教育所引爆的学潮，锺灵中学学生于改制先后三年期间就發起学潮以捍卫马来亚的华文教育。

## 校史[6]

### 马来亚独立之前
清朝末年，槟城为中国同盟会（国民党的前身）在南洋策谋革命，推翻清政府的重镇之一。当时，孙中山与同盟会同志组织“槟城阅书报社”，作为革命机关。
1913年，阅书报社主要分子主张兴办教育，作为革命的基本工作。
1915年，槟城阅书报社陈新政、丘明昶、徐洋溢、林如德、许生理等开会磋商，议决创办国民班，由徐洋溢命名“锺灵学校”。
1917年2月9日，該校正式开课，暂借台牛后18号槟城阅书报社楼上为课室。第一任校长为吴亚农，教职员3人，学生81人。
1918年，由于学生增至130名，社友筹款购下中路65号楼房（现为中正夜学校址）为校舍及宿舍。
1923年1月20日，锺灵中学正式成立。由于校舍不敷应用，另租左楼房一座，后林资源遗产信托人捐资建左列楼房2间。
1931年，校友会等筹款增建左列楼房，董事部改建礼堂后走廊为楼。
1932年获政府资助，把左列楼下改建理科实验室，右列楼下辟为图书馆，又另租63号楼房为课室。
由于远近学生慕名而来就读者与日俱增，董事会与陈充恩校长决定另觅校址兴建校舍，于是发起筹建新校舍运动。不久即购下甘榜芭汝洛133号11英亩的地皮，并于1934年10月10日动土兴工。
1935年，該校试办高中。同年9月，宏伟壮观的校舍和大礼堂宣告竣工。礼堂为纪念丽泽社捐献万元，特标“丽泽社捐资此礼堂”之名于门首。课室20间，每间以捐款逾千元之个人或团体名义命名。此外，新校舍尚包括办公室、宿舍、厕所、篮球场、羽球场等。10 月2日，全校师生迁入新校舍。
1940年，因第二次世界大战日渐激烈，槟岛受到影响而陷于危急。9月9日，該校迁入红毛路41号临时校舍（现为槟城大英义学校友会），车水路102号被用作临时宿舍。4个月后，又迁回原校。
1941年，因原校被征为英军医院，全校又移往红毛路41号上课。
1941年1月，槟岛遭日军侵占，該校陷入三年零八个月的停顿时期。該校甘榜（芭）汝和红毛路两处校舍遭封禁。图书馆、科学馆、校长室、办公室、课室内的一切，三十年的积贮，一概遭劫而荡然无存。锺灵人才的损失，更是惨重。
1942年4月5日、6日，日军大肃清，逮捕該校教员李词庸、管亮工、柯梓桐、简德辉、朱宣义、林振凯、查企唐、饶百迎、王世毅及黄（岜）福共十人。最後仅王世毅与黄（岜）福二人生还，而罹难的学生更多达四十余人。
1942年中，在抗日人員檳榔嶼鍾靈中學王世毅等師生多人被日軍逮捕，其中簡德輝等師生下落不明事件中，臺灣人巫廷謙夫婦涉嫌陷害；戰後，巫廷謙夫婦被遣送回臺灣。由於不甘於被害者之沉冤， 
1947年3、4月間，鍾靈中學校長陳充恩向國府駐檳榔嶼領事館陳情協助，中國外交部電請長官公署協助查核。 
1947年7月9日，巫廷謙夫婦經由日本抵達臺灣，被基隆港務局警察局逮捕，送至警備司令部軍事法庭審判。 
1945年9月3日，英军收复马来亚后，陈充恩校长于9月15日从金马仑高原重返槟城，召集同事王世毅、汪永年、荣渭生、谢幼青、林嘉扬及张叔英着手策划复校计划。经两个多月的筹备后，校友会于11月11日举行复兴典礼。开学典礼亦于1945年12月8日正式举行。
由于复兴后学生人数剧增。1948年，兴建大礼堂及增建两座双层共16间课室。
1950年5月，扩建工程完成。可容纳二千人的礼堂为纪念丽泽社于初建时捐献万元、并纪念侨胞大力捐助，命名“怀泽堂”。
1952年2月4日下午3时，陈充恩校长驾车前往中路拟出席槟华教师公会会议，遭马共暗杀而殉职。2004年，马共领袖陈平出版回忆录《我方的历史》，书里他坦承当年是马共决定及枪杀陈充恩校长，不过事后他也认为这起谋杀事件是“完全不必要的，而且对我们的事业起了反作用”。
1953年，一座可容纳二百五十名寄宿生的宿舍（现为锺灵独立中学校址）及一座足以容纳八百人的膳厅落成，命名“怀恩厅”。1954年，校方装修及改建校舍中部，并增建大钟楼与办公室。
1955年，該校停办小学，成为一间纯中学。

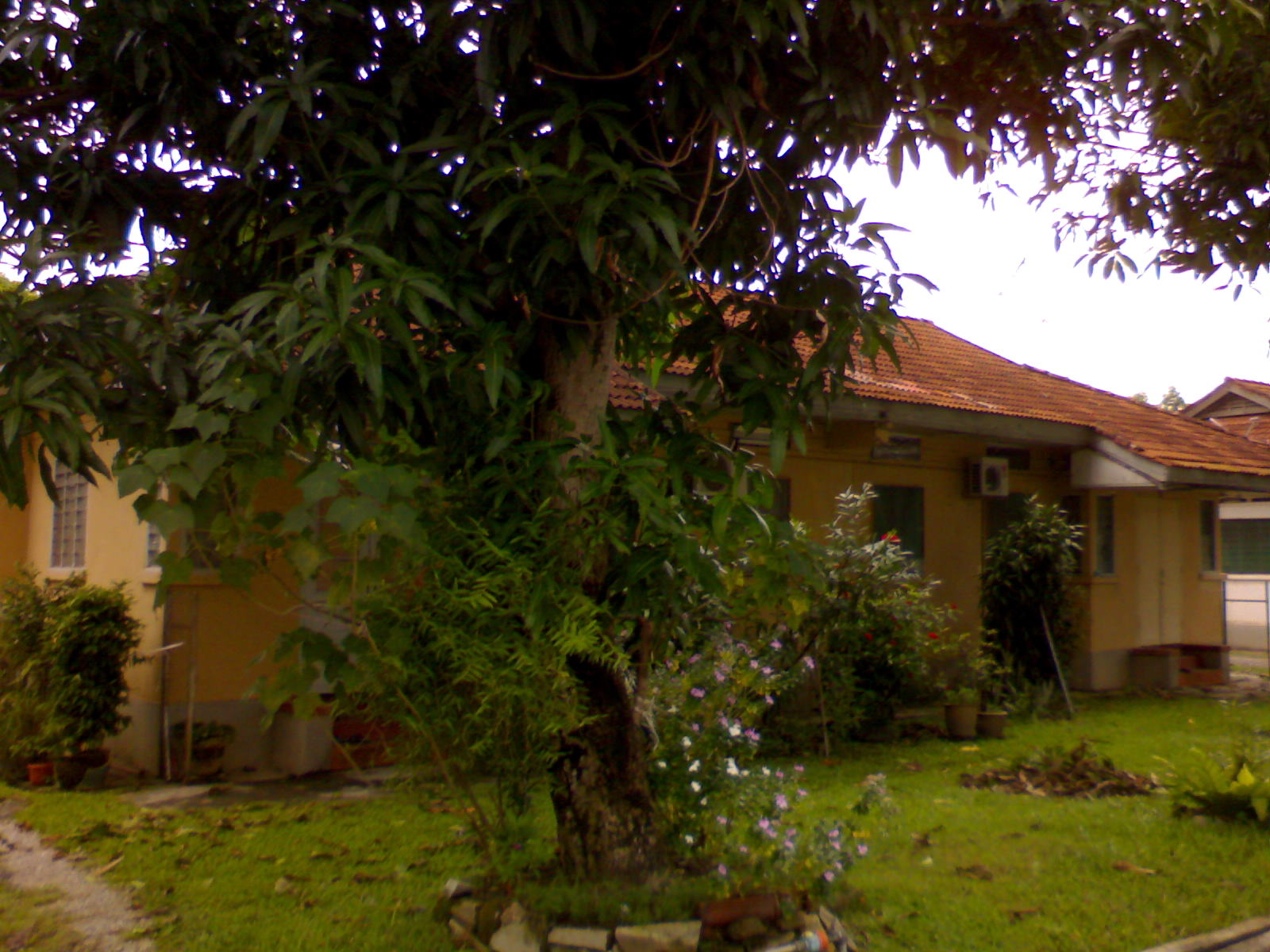
教职员宿舍

1956年，16间独立式平房的教职员眷属宿舍建竣。
1956年6月30日，該校接受政府津贴，改称“锺灵国民型华文中学”。
1955年7月6日，汪永年校长正式向锺灵师生宣布已向政府申请特别津贴金；两日后，董事长王锦成向公众人士证实其事，并表示早已在7月3日作出接受特别津贴金的决定。秘密向政府申请特别津贴金，变相把钟灵中学改制为准国民中学（即英文中学），成为全马第一所改制的华文中学。由於激烈反對钟灵中学改制，兩位教師孔翔泰及任雨農，遭學校管理層辭退。
1956年11月5日，由学生所办的《学报》月刊第四十一期装订完毕后，校方发现其中二篇内容欠妥，悉属逃避检查擅自付印，便立即冻结其准证，不准发售。《学报》社长因疏忽行事，被令自动退学，主编也因此遭记二次大过。23日早上，部分学生籍《学报》出版被阻之事蓄意鼓动风潮，实行罢课。教育部闻耗，下令封闭廿一天。12月14日，政府撤销封闭令，校门重开，学校恢复旧日情况。

### 马来亚独立之后
1962年3月11日，耗资30余万元的现代化科学馆、放映室、音乐室与食堂宣告竣工启用，敦请教育部长拉曼达立主持揭幕礼。
1966年4月8日，教育部长佐哈励，副部长李孝友，副首相署政务次长曾永森校友联决莅临該校观察。教育部长宣布該校次年开设大学先修班。
1967年1月16日，大学先修班正式上课。先一新生共有36名。首次破例招收5名女生。

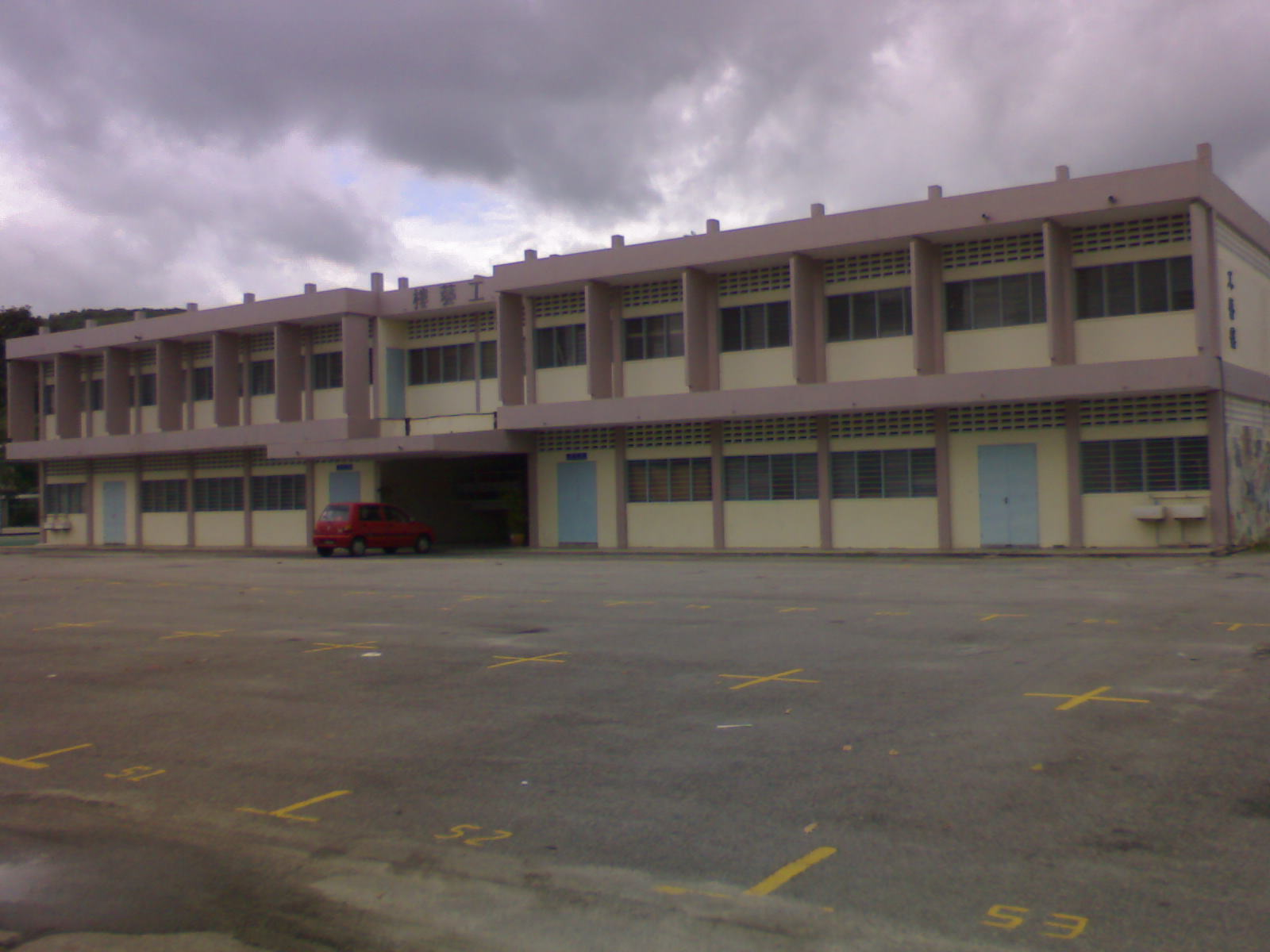
工艺楼

1967年8月25日，庆祝创校五十周年纪念，并举行第三届校友回校日。
1970年12月，汪永年校长退休。
1971年1月，原任大学先修班数学导师叶荣和升任代理校长。
1971年8月14日，先修班课室“进修院”落成，董事主席谢丕雀主持揭幕仪式。
1972年4月1日，叶荣和正式受委为校长。
1977年4月，怀泽堂内增设篮球、排球及羽球三用室内球场。5月27日，庆祝创校六十周年纪念，并举行第七届校友回校日。28日上午八时，举行“锺灵行”，筹募扩建校舍及重修运动场基金。
1980年7月31日，大钟楼左右三层楼新校舍落成，董事主席拿督骆文秀主持揭幕礼。同日亦是第八届校友回校日。
1983年3月17日早上，举行“登山行”登山比赛，筹款为推行《学校行政电脑化》计划。
1987年7月24日至26日，庆祝创校七十周年纪念，第九届校友回校日，第十九届世界锺灵校友体育嘉年华会，槟城锺灵校友会成立五十周年纪念四大庆典。
1987年8月19日，英特尔（马）有限公司（Intel）董事经理准拿督赖炳荣为该公司赞助該校设立的科技室主持揭幕仪式。科技室设在进修院内，是全国第一间私人机构与中学合作开辟的科技室。
1989年1月1日，开始实施课外活动记分制。
1991年在光华日报的赞助下，将原有之电脑行政系统发展成为电脑区域系统。
1992年6月19日至20日，庆祝创校七十五周年钻禧纪念暨第十届校友回校日。
1993年7月，装修图书馆、增添冷气设备等。
1993年8月，建立校友资料库以及电子通讯网，加强与全球各地校友的联系。1994年6月，扩建怀泽堂舞台工程完成。重建围墙及电单车停放处。
1995年7月1日，主办第一届锺灵三校联合运动会。
1995年8月15日，三校董事会联合大马锺灵校友会总会与怀泽堂外第二次世界大战殉难师生纪念碑前举行追悼会。
1995年12月，锺灵独中第三期扩建校舍工程――五层楼教室竣工。
1996年1月，北海锺灵中学开办大学先修班理科班。3月，該校国际电脑网络主页上网。图书馆增设学生浏览国际电脑网络之服务。
1997年2月，装修并为办公室、教员休息室、体育室等增添冷气设备。6月，右侧单层教室（近陈充恩园）经被拆除，兴建四层48间新校舍即将动工。8月，北海锺灵中学兴建大锺楼。9月5日在怀泽堂举行八十周年及第11届校友回校日庆典，并于9月6日在該校大草场举行第29届世界锺灵校友嘉年华会。
1998年9月14日，叶荣和校长退休。于9月25日举行欢送叶校长仪式。
1997年至1999年，增设硬体设备。1997年6月学校右侧单层旧课室被拆除，四层楼新校舍开始动工，并于1998年10月竣工。左侧单层教室则于1998年12月中旬被拆除，四层楼新校舍于1999年杪竣工，进修院前也与1999年新建2座篮球场，而槟州行政议员郭家骅学长则拨款兴建从进修院至工艺楼之有盖走廊。
1999年，更改校歌歌词。1999年12月31日董事会总务拿督胡由凤郑重宣布校歌歌词中“二十世纪”改为“廿一世纪”。

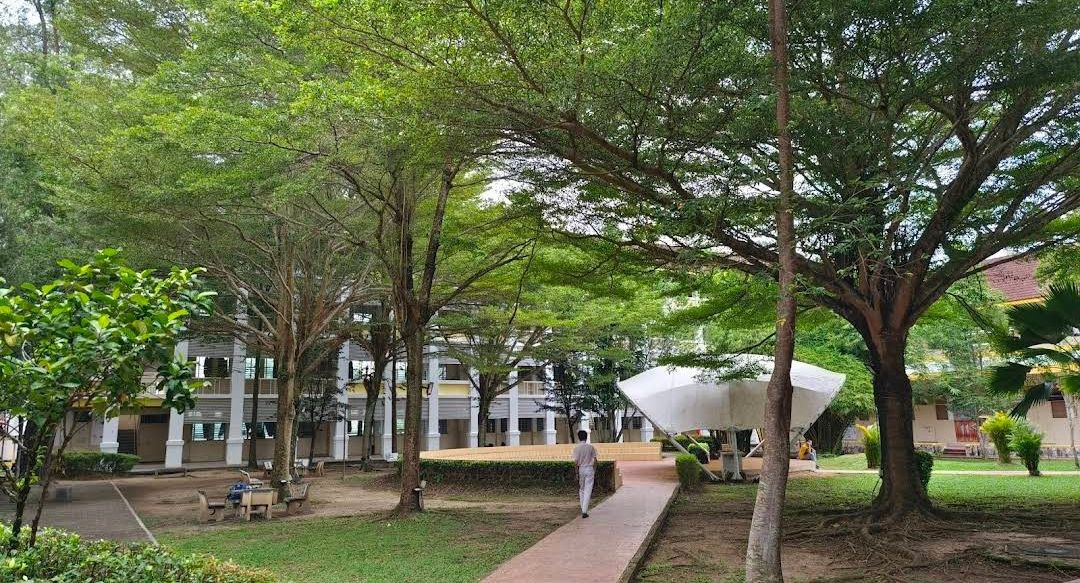
露天剧场

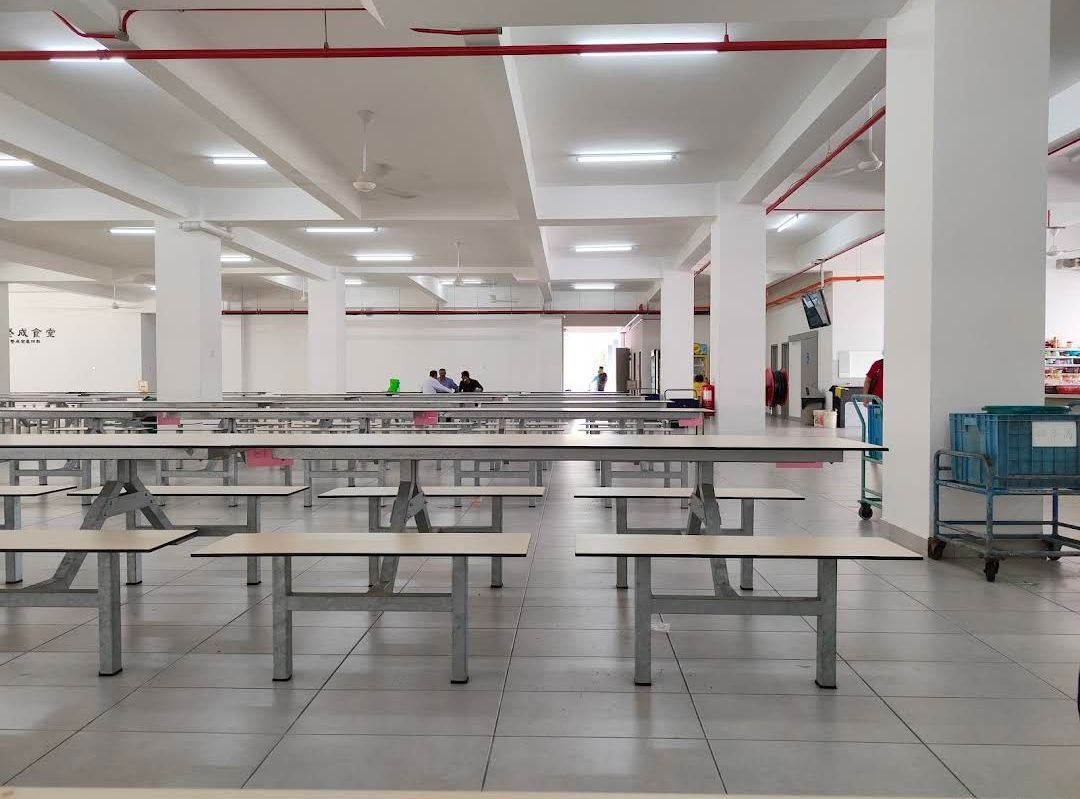
教职员食堂

2000年至2001年，美化校园计划。从2000年开始，校方进行了一系列的美化校园计划，提升各种软硬体设备。已完成的工作包括礼堂左边新建一座由董事副主席（现为顾问）林锡猷局绅捐建的新钟塔、兴建多用途露天剧场、警卫亭、有盖走廊、栽种新品种花草树木、提升电脑设备、维修旧课室及图书馆冷气设备。礼堂前装了铁闸，两侧的旧教员室改为学校行政办公室。课外活动联络中心则装修为嘉宾休息室，办公室也重新间隔划分，并增设一间会议室。
2000年至2001年，教职员食堂及“灵秀”电脑室。該校及独中教职员食堂于2000年11月11日举行动土礼，并于2001年2月竣工，此座食堂是由該校1974年高一/1976年高三毕业生特集资捐建。由1968年高一/1970年高三毕业灵秀同学会拨款设立的灵秀电脑室，于2000年12月16日由該校前训导主任叶志颜师主持开幕礼。
2001年，由該校家教协会通过《育苗之声》慈善义演筹款所建于G座105号课室的牙科诊疗室于2001年7月28日，由前任家教协会主席余顺权及郭显荣联合主持开幕剪彩仪式。
2002年，陈充恩校长遇难50周年追思会。锺灵三校董事会及校友会特于2002年2月4日在怀泽堂举行陈充恩校长遇难50周年追思会。出席者包括三校董事、家教协会代表、各地校友、陈故校长家属、三校师生及华教人士。追思会工委会联合主席拿督余维智局绅于上午10时正率领全体出席者到槟城西方路基督教墓园陈充恩校长墓前献花。
2002年，新一代锺灵网站。該校于2002年5月11日在礼堂举行锺灵网站推展礼。此网站给于全校师生、学生家长及校方行政人员共同使用并提供学生资料、讨论专栏、常年活动节目表、学术成绩查询、网上教育题材、学校荣誉成就榜、学校最新资料及校方资讯等。
2010年，锺灵首开先河，成为全国第一所主办国际学生交流营的中学，广邀世界各国知名中学和姐妹学校参与其盛，让锺灵迈向世界，把世界带入锺灵。
2011年
3月13日至3月20日，我校12名学生参与2011年成都三原外国语学校交流计划，并与三原签署备忘录缔结为友好学校。
3月16日至26日，校长参访广州华侨职业寄宿中学、广州禅式学院、青岛第十九中学、青岛实验中学、曲阜第六中学、泰安实验中学、济南山东大学附属中学、苏州第五中学、及上海复旦大学附属中学。
3月14日，本校家协首办“营造一个安全的学校环境”学校安全及健康国际研讨会，逾200名国内各地学校代表参与，共同讨论如何提升及关注校内安全措施。研讨会成功邀请来自新印澳马专家前来演讲。
3月14日，中国海外华裔青少年“中国寻根之旅”春令营福建惠安营在荷山中学举行开营仪式。43名营员包括槟城及北海锺灵中学学生参与其中。我校已与福建惠安荷山中学缔结为姐妹学校。
3月30日至4月4日，华乐团参与台湾之旅并于亚太华乐交流观摩赛中勇夺金牌奖。
4月6日，蔡耀祖校长参访台湾台北第一女子中学，邀请该校派师生参与第二届锺灵国际学生交流营。
4月16日，蔡耀祖校长续程拜访中国河南省登封嵩山少林寺武术学院，了解少林寺长期及短期招生细节及探讨锺灵学生赴少林寺参访少林生活营的机会。
5月30日至6月5日，本校6名学生在先修班主任蔡崇裕师带领下到苏州进行交流。
6月7日至6月10日，本校第二次受邀派先修班3位同学赴香港大学参与大学开放日活动。
7月10日，家协举办第二届国际学生交流营，为期一周。共有275名来自非洲尼日利亚、中国、台湾、越南、新加坡及马来西亚6个国家的14所中学之学生参加。
7月18日，本校派出5名学生到北京参加2011年航天科技夏令营。
7月27日，本校蔡耀祖校长与台湾台北市建国高级中学校长，徐建国校长正式在该天签署备忘录缔结成合作交流学校。
8月27日至9月3日，本校一团10位学生在副校长及训导主任带领下赴姐妹校台湾建国高级中学进行交流。
8月28日至9月3日，本校6位学生在副校长带领下前往姐妹校上海复旦大学附属中学进行交流。
10月29至30日，香港大学庆祝成立100周年，校长受邀赴该大学参与其盛。期间，校长探访在港大求学的5名锺灵中学毕业生。据知，他们在该大学一向来都有很优秀的表现。
11月1日，校长赴上海复旦大学附属中学与该校郑方贤校长签署两校缔结成友好姐妹学校备忘录。蔡校长同时邀请该校师生于2012年7月初参加第三届锺灵国际学生交流营。郑校长也邀请我校师生赴复旦附中参与国际交流项目，同时也公布我校学生可以使用学校成绩报读该校高中一、高中二、高中三年级或国际部课程。
11月26日至12月3日，校长赴日本京都大学参加国际校长研讨会，成功争到日本教育厅继续录取STPM考生入读日本各大学。
12月，本校学生梁永升在AFS计划下赴日本进行国际交流。
2012年
校内开始在所有课室安装smartboard智能一体机，把校内行政与教学进一步推向数码化。
2013年
1月9日，本校姐妹校日本北海道函馆工业高专（Hakodate National College of Technology）11名学生在2名老师和一名协调员的带领下到我校进行文化与学术交流。本校董事会主席拿督斯里陈文彬、家教协会主席方崃兴和副主席郑友祥亦出席交流。
1月25日至31日，本校华乐团赴北京参加2013年亚洲优秀民族乐团展演，荣获《中型乐团最佳表演奖》。本校华乐团代表也与北京鲁迅中学民族吹打乐团结为友好乐团。
2月1日，大平的玛拉初级学院（Maktab Rendah Sains Mara Taiping）一团30名教员和行政人员在该院院长的带领下到我校进行访问和教育交流。
2月22日至23日，锺灵举办第三届学生安全与健康国际研讨会。
3月8日，本校家教协会主办家教协会马拉松义跑，筹得大约20万令吉。这笔款项用在装置“智能一体机“，以提升教学效率。
3月14日，举行模拟联合国学会推介礼。锺灵成为第一所成立模拟联合国学会的国民型华文中学。
3月15日至16日，锺灵董事会在槟城技术发展中心（PSDC）举行《锺灵三校发展大蓝图》研讨会。此研讨会汇集董事及三校行政人员，深入探讨锤灵三校发展方向，从而制定学校的发展方略。
3月18日，大马高级教育文凭放榜。本校连续3年获得100%的及格宅。本校最优秀的5科全A考生欧阳殖胜也是全马第二优秀考生。
4月5日，本校与北海锺灵同时获颁「第七期卓越学校认证」，黄保明校长受邀出席席领奖。我校以科学及机械人两个领域的杰出表现获得评委的肯定，本校获得教育部颁发证书及35万令吉拔款。本校于4月8日在怀泽堂举行简单的庆祝仪式。
4月9日，日本Saitama Prefecture派了三名教师到本校进行考察，并对我校的电子教学科技颇为赞赏。 
4月20日，董事会在在美丽华餐厅设宴奖励全体教职员。
5月7日至9日，黄保明校长受邀参访香港城市大学，进行教育考察活动。
5月25日至31日，黄保明校长到爱尔兰进行教育考察活动。考察团参访了十二所大学及理工学院，以了解各校办学及升学情况。 
7月6日，本校董事会主席拿督斯里陈文彬主持进修楼有盖篮球启用礼。1987年同学会捐献25万令吉为现有的篮球场加盖，使它成为多元化活动中心。 
7月7日至13日，董事会主席拿督斯里陈文彬为第四届锺灵国际学生交流营主持开幕。 85/87年毕业同学会捐出25万令吉，为我校现有的室外篮球场加盖，于7月6日上午完成启用礼。 
9月21日，本校在怀泽堂举办“智能机推介礼”。 本校成功为全校70间教室各装上了一台智能机，分别由董事会捐献21台，家协捐献35台，而校友捐献14台。
11月6日，本校荣获2013年“全国课外活动卓越学校”认证。 
11月17日，本校学生在朱圣保副校长与方翔燕老师的带领下飞往上海与姐妹学校复旦大学附属中学进行交流。 
11月18日至24日，我校学生在郑明华副校长与郑毓敏老师的带领下到中国与北 京市十一学校进行交流。
2014年
本校为了推广爱心教育，于2014年起，每个月都会为该月生日的同学们庆生。
1月8日，我校迎接日本Hokodate National 学院拜访团前来进行学术拜访。
1月18日至24日，本校学生在方婉茹老师的带领下到新加坡华侨中学参加第六届国际青少年科学论坛。
2月22日，本校在与家教协会成员的合作下举办了第四届学校安全及健康国际工作坊。
3月21日，本校辅导团举办了第16届国际大专教育与职业辅导展览会，主题为“潜入蓝天，冲向大海”。
3月22日至28日，我校四名学生在本校梁国梁老师和傅彩丝老师的带领下参与了由中国国务院侨办，省侨办及惠安县侨办联合举办的2014年海外华青少年中国寻根之旅春令营福建惠安营。
4月21日，马六甲华文国民型高等中学到本校书馆。
5月12日，本校佛学研究会在槟城佛光山成员的协助下在怀泽堂举行浴佛仪式。
5月26日至31日，本校学生在王丽莹老师的带领下远赴新加坡参加新加坡国际数学挑战赛。
6月17日，本校合作社举办第三届校园合作社日。
6月21日，本校72/74年毕业生捐献3.1万令吉以提升母校资讯楼讲堂。
6月27日，本校第15任长，黄保明校长荣休。
6月29日，郑明华学生事务副校长受委任为本校代校长。
7月13日至23日，本校学生在廖燕妮老师的带领下参加新加坡华侨中学举办的亚太平洋青年领袖峰会。
7月23日至24日，本校美术学会在本校怀泽堂举办锺中美术展。
8月11日，泰国Satree Phuket School 到本校进行交流。
8月31日，本校87/89年毕业生捐献15万令吉供课室更换新地砖和2.5万令吉充当锺灵三校清寒子弟助学金。
9月5日，锺灵三校董事会在本校怀泽堂举办锺灵三校教师节宴会。
9月14日至21日，本校学生远赴日本北海道交流。
11月19日，日新华中临本校进行交流。
11月24日，本校学生远赴上海复旦大学附属中学交流。
12月8日至14日，本校12名学生到台北丽山高中展开一连7天的交流之旅。
2015年
1月13日，上海复旦大学附属中学莅访本校。
1月17日至23日，本校三名学生参加新加坡第7届国际科学青年论坛。
2月21日，80/82毕业生办新春大团拜。与此同时，华东校友会捐10万令吉予本校董事会。
3月2日，本校连续4年在高等教育文凭考试获得100%及格率
3月3日，本校在大马教育文凭考试中获得100%及格率
3月13日，本校辅导团举办第17届国际大专教育与职业辅导展览会。
3月16日，本校课外活动联络中心举办第24届课外活动团体初级管理课程。
3月27日，福建惠安教育访问团往访本校。
3月30日，本校举办一场主题为 2015 Study In Taiwan 的台湾高等教育升学博览会，其中包括34所台湾大学。
6月28日至7月3日。本校4名学生参加了由香港圣保罗男女中学主办的圣保罗男女中学模拟联合国会议并荣获最佳代表奖及荣誉奖。
7月4日至8日，家教协会主办了第5届国际学生文流营。
7月4日至16日，本校学生杨子松同学荣获国际奥林匹克数学竞赛铜牌。
7月5日至12日，7月20日至20日。本校学生曾哲融同学荣获第46届国际奥林匹克物理竞赛荣誉奖及第47届国际奥林匹克化学竞赛铜牌。
7月19日至25日，本校4名学生远赴北京参加了一年一度的航天科技夏令营。
7月19日至29日，本校3名学生在郑毓敏老师的带领下参加了由新加坡华侨中学举办的第9届《亚太平洋领袖峰会》
8月25日至26日，本校发明与设计学会参加了在槟城理科大学举办的全国机械人比赛成绩辉煌。顾问老师黎德星老师获得最佳导师奖。
9月18日，本校首次举办科学嘉年华会。
10月3日，彭亨直凉国民型华文中学行政团及老师到校进行交流。
10月6日，雪州雪邦县教育局校长团到我校进行交流。
10月10日，怡保育才国民型华文中学一行2人在曾宪源校长带领下到我校参观。
10月17日，本校荣获2015年“全槟卓越课外活动奖”。
12月6日至12日，我校10名学生在黎德星老师及许谨顺老师的带领下远赴台北丽山与建国中学参加锺灵校友嘉年华会。
12月7日至13日，本校12名学生在蔡崇裕副校长及史小风老师的带领下远赴中国上海复旦大学附属中学进行交流。
12月18日，新加坡中华中学骆良明校长莅临本校进行签署备忘录仪式
12月21日，郑明华校长正式升任为本校第16任校长。
2017年
2月9日，建锺灵三校共庆百年校庆开幕典礼。迎接纪念铜钟返校。
2月10日，本校第16任校长，郑明华校长荣体。
2月13日，朱圣保行政副校长升任为本校第17任校长。
3月10日，尤通兴学生事务副校长荣休，由陈伦瑛语文主任升任。
3月17日，本校辅导团在本校怀泽堂举办《心语心旅心望》年度国际大专教育与职业辅导展。
3月20日至26日，本校学生在家协理事与何永长老师带领下，参加海外华裔青少年《中国寻根之旅》春令营福建惠安营。
4月5日，泰国独立女中Rajini's School 校长与24名老师参观本校。
4月15日，本校与槟华女子中学联办第1届亚洲校园安全意识研计会。
5月13至19日，本校学生庄展亦与郭献靖在美国洛杉机英特尔世界级科学展，参加“国际科技工程大奖赛”荣获化学组季军。
5月29日至6月4日，本校6名学生在陈伦瑛副校长与刘慧芝老师带领下，前往西安八十五中学进行交流
6月17日，锺灵百年校庆闭幕典礼于本校举行。
6月17日至18日，世纪锺灵学术展、世界锺友邮票展与紫砂名画作品展于本校举行。
7月10日至15日，本校举办“第3届国际青年科技论坛”，共有来自6个国家的14所学校参与，其中包括槟城锺灵中学、西安交通附属大学、新加坡华侨中学、新加坡中华中学、韩国北一高等学校、台湾私立晓明女子高级学校、台湾新北市南山高级中学、台北市丽山高级学校、中国北京十一学校、福建惠安荷山中学、上海复旦大学时属中学、陕西省西安市第八十五中学以及日本函馆工业高等专门学校。
8月19日至20日，本校警察队夺取了全国制服团体操步比赛冠军。
8月21日，锺灵百年校庆第49届世界钟灵校友嘉年华会联合闭幕晚宴正式举行。
9月19日至21日，本校在全国机械人比赛初中公开组获取了冠军，获取了代表国家到Costa Rica 参加世界机械奥林匹克比赛的资格。
9月30日本校举办了第一届学生论坛，探讨社交媒体利与弊。
10月13日，本校举办了第九届学术与课外活动杰出表现庆功宴。
12月5日至11日，本校方绣傈与林成发老师带领9住学生到台湾台北丽山高中和南山中学进行交流。
2018年
1月12日，本校举办了杰出校友分享会，让锺灵三校的学生都有所收益。
2月6日，台湾南山中学行政部门一行人前来与本校行政部进行交流。
3月3日，本校与槟华中学举办了亚洲卫生与安全工作坊，让海内外专家传授安全与卫生秘诀。
3月16日，本校举办了高等学府教育展览。
3月17日，本校举办了第27届课外活动初级管理课程。
3月28日，本校迎来了由槟城圆顶科学馆及槟城青年发展机构带领的两组泰国师生，参访我校进行交流。
4月21日，本校在本校怀泽堂特为王联丰课外活动副校长举办荣休典礼。
7月21日至28日，本校赴新加坡参加了亚太平洋领袖峰会
7月23日至27日，本校赴韩国参加“第四属国际科技论坛与交流会”
7月26日至30日，本校的杨子松同学赴捷克共和国参加了国际奥利匹克语言学竞赛，荣获银牌。
7月28日，本校举办了第二次的家长教师交流会并讲解“无现金付款”计划。
8月2日至6日，本校铜管乐队赴台湾参加世界杯行进乐队大赛并荣获金奖。
8月4日至9日，本校的奔棋学会参加了马来西亚学联运动会西洋棋比赛荣获全场总冠军。
8月10日，槟州华人大会堂举办“第三届世界华文作家看槟城”世界华文作家参访与探讨本校，了解校史。此次活动由槟州华人大会堂主席拿督许延炎，莆田学院文化与传播院院长孟建煌先生以及福建省台湾澳海外文学研究会副会长袁勇麟先生特别献辞。
8月18日，本校举办了第三十一届的高级管理课程。
9月1日至8日，本校的杨子松同学赴日本参加了国际奥利匹克资讯宽赛，荣获全牌。
9月6日，冲绳工业高等专门学校探访本校。
9月7日，本校与槟城青年发展机构联办第二届学生论坛“电竞。只是玩码？
9月11日，本校蔡勇郑同学参加了 SUKMA XIX PERAK 2018 并获得了男子太极剑季军。
9月14日，本校领发奖状，赞赏本校圣约翰救伤队使用AED教活校友。
9月21日，本校观赏一部名为“情牵新马2之槟城：爱吾锺灵”的影片，分享新加坡的时事。
10月5日，本校举办了第十届学术与课外活动杰出表现庆功宴。
10月10日，本校举办了“第四届科学嘉年华”的开幕典礼，逾千中小学生参与。
10月20日至21日，本校参加了MCC MALAYSIAN COMPUTING CHALLENGE 2018并荣获了11金，1银以及8铜。
10月26日，本校举办了第77届高中三及第51届先修班毕业典礼。
11月2日，本校的程俊理及谭永翔同学在吉隆坡的“全国创意科学工艺与工程赛”中荣获全场总冠军。
11月2日，八打灵公教国民型华文中学探访本校。
11月2日至5日，本校2为同学赴沙巴参加了2018亚洲科学与数学奥林匹克（ASMO）竞赛并获得初中组数学个人赛银奖及初中组数学组别赛第三名。
11月3日至11日，本校尤钧颢同学赴北京，中国参加了2018国际天文与天体物理奥林匹克竞赛，并荣获了荣誉奖以及最佳小组奖。
11月9日，新加坡辅华中学探访本校。
11月10日至11日，本校4位同学参加了槟城国际科学博览会并获得了冠军。
11月11日至16日，本校的邱杰文同学赴韩国参加 Jeollanamdo International Education Institute 所举办的 H.E.A.L Forum 2018。
11月15日至21日，本校 i创设学会3师生赴北京第80中学参加国际青少年创客营，并获得了“最佳创客奖”。
11月20日，本校举办了露天剧场的开幕典礼。
11月21日至22日，本校9位同学参加了全槟华校15岁以下男女乒乓锦标赛并获得了男子中学组亚军及男子全场亚军。
12月6日，本校华乐团赴中国，到中国浙江宁波余桃高风中学参与“长三角”区民族乐团展演，荣获最佳演奏奖。
12月7日至14日，本校9名同学由汪振华副校长及余建禾老师的带领下赴中国北京十一校交流。
12月9日至16日，本校9名同学由郑毓敏副校长与陈美玉老师的带领之下，赴中国上海复旦大学附属中学进行交流。
12月9日至17日，本校圣约翰救伤会参加了全国圣约翰救伤会青年营并获得了团体赛季军，双人赛亚军，个人赛亚军以及个人赛季军。
12月10日至16日，本校7名同学由江美月主任及廖燕妮老师老师带领下赴台北市丽山高级中学及新北市南山高级中学进行交流。
12月28日，本校举办了初中二同学的迎新日。
2020年
1月2日，本校正式开课。全上午班制开跑。
1月11日，本校举办年度课外活动迷你展览。
1月12日至17日：本校郑爱华老师带领谢子旭同学和黄畯祥同学参加由新加坡华中学院举办的第十二届国际科学青年论坛。
1月22日，本校于大操场举办第二届新春大团拜。
1月27日，槟州锺灵中学董事会与校友会联合主办，锺灵1985/87毕业同学联谊会承办之2020年<爱吾锺灵 庚子呈祥鼠来宝>。
1月31日，本校邀请校友萧悦宁博士于讲堂内给予主题为《韩国的饮食文化》的讲座会。
2月1日，本校少狮会到安贫小姐妹会安老院（Little Sisters of The Poor）拜访，为老人家们庆新年并代表校方捐献了两千令吉给院方。
2月3日，本校邀请校友萧悦宁博士于讲堂内给辩论学会会员主题为《改变声音，从这里做起》的讲座会。
2月1日至20日，本校图书馆与中六图书馆助理员于本校怀泽堂举办书展，主题为《墨海》
2月22日，本校举办家教协会常年大会。
3月7日与8日，《锺舍留影》画展与摄影展。
3月14日，本校举行第29届课外活动团体初级管理课程。
3月18日，面对新冠疫情爆发，我国落实行动管制令，本校暂关闭停课。
3月22日，本校校长朱圣保线上指导教师使用网络展开网上教学。
4月14日至16日，各科目主任召开线上会议。
5月10日，本校电脑科学及电脑基础科学主任刘慧芝主任与老师们分享<如何成立与操作GOOGLE CLASSROOM及GOOGLE MEET>
5月 14日，本校锺中课外活动组于通过谷歌Meet（网络会议）举办《线上课外活动分享会》，并由锺中男少年军协办主持。
5月21日，本校毕业刊编委会发布联合全体学生拍摄的教师节祝福影片。
5月22日，本校家教协会向校方提出援助概念和计划，援助部分收入受影响的学生家庭。
5月27日，本校在线课外活动开始。
2022年
4月18日，本校学生李克参加德国柏林世界残疾游泳系列赛，并在自由式项目中荣获一面金牌。
5月13日，本校2组共6位学生代表国家远赴美国亚特兰大参加国际科学与工程比赛。本校学生表现优异，获得了三个奖项。
5月20日，本校举行第54届先修班毕业典礼。
5月28日，本校2位德语班学生魏贤正及周家宝获选参加德国PASCH YOUTH COURSES 2022展开为期3星期的学习之旅。
6月8日，本校辅导团举办第23届线上教育展，邀请了多国高等学府参与。
6月23日，本校学生赖勇翰代表国家参加泰国曼谷举办第26届东南亚少年乒乓赛，荣获单打冠军，团体亚军及双打季军的佳绩。
7月8日，本校家教协举办2022年锺灵国际文化线上交流营。
7月19日，本校先修班黎德星副校长荣休。
7月24日，本校i-Creatorz 55位学生及5位老师参观槟城 Vitrox  Campus 2.0。 
7月25日，大学先修班开课。
8月4日，本校学生李克远赴印尼梭罗参与第11届东南亚残疾人运动会，荣获男子200米个人混合泳SM5级金牌。
8月8日，由韩国大使馆赞助本校开办的短期初级韩语班顺利开课。8月11日，本校于锺灵大草场举办第77届常年运动会。
8月19日，2021年大马高级教育文凭（STPM）放榜，本校共有113名考生，4名考生获4.0佳绩，17名考生获4A。
8月31日，铜乐团学生受邀参加国庆庆典游行。
9月15日，本校于大小礼堂同步进行2022年度国庆庆典。
9月19日，本校联合槟城犯罪意识和公共安全协会及槟州教育局主办《Program Stop Bulliying》。
9月19日，2022年度锺灵合作社日隆重开幕。
9月22日，本校举行2022年第六届锺灵科学嘉年华，全槟22间华小受邀参加。

## 宏愿与使命

### 学校宏愿
推广全人教育，衔接廿一世纪。

### 学校使命
1. 将道德观念融会于课室学系及课外活动中，塑造具有高尚品德的学生。
2. 竭尽所能提升教与学的素质，使学生在学术上有优异的表现。
3. 提高行政组织及管理的效率以提高世界级的教育服务。
4. 提高课外活动的效率及鼓励学生积极参与校内外比赛及活动。
5. 增设及改善学校设施，美化校园，为学生提供理想的学习环境。
6. 加强校方与董事会、家长教师协会、校友会和社群之间的合作。

## 学校基础建设与设备
該校有逾70间课室（所有课室皆装置智能一体机）、5间电脑室、14间科学实验室（生物实验室4间，物理及化学实验室各5间）、5间工艺室、1个草场、1个手球场、1栋乒乓馆、3个室内篮球场及4个室内羽球场。（截止2019年）

### 怀泽堂

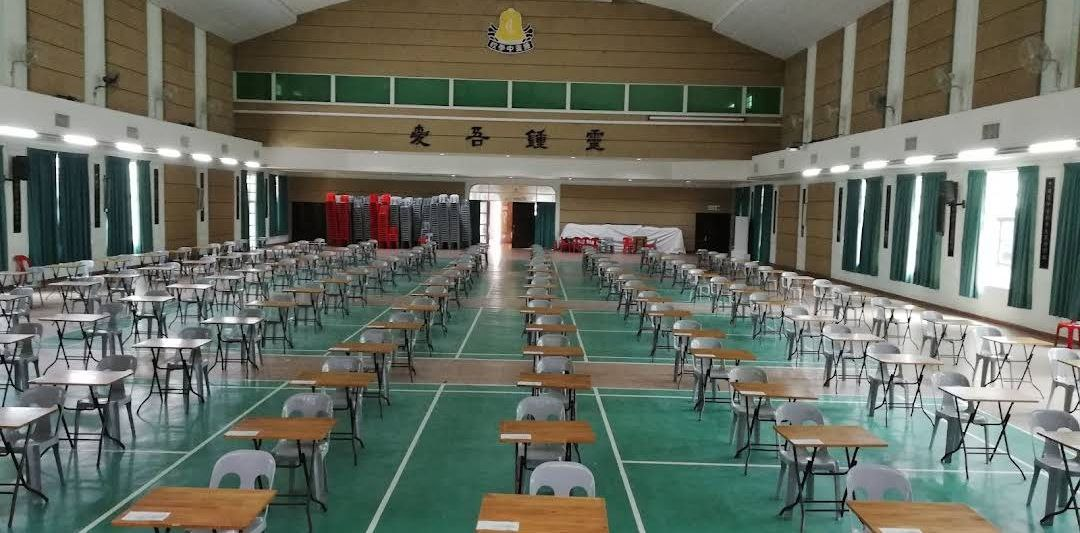
怀泽堂

怀泽堂为該校之大礼堂，可容纳二千人。为纪念丽泽社于初建时捐献万元，并纪念侨胞大力捐助的恩泽而命名。礼堂原本拥有十四道门，但因侧门未曾被使用而于2004年进行装修时被封闭。此装修亦为礼堂装置了中央空调系统，并以玻璃窗替代原本的铁花及竹帘。

### A座及B座校舍
此二座校舍原为单层教室，分别坐落于钟楼左侧及右侧，各有科学实验室及图书馆坐落于比邻。时至60年代末，校方决定拆除此二座校舍，以二座三层楼、每层楼五间课室的校舍取代之。旧有的科学实验室及图书馆被改建以融入新校舍。今日，此二座校舍拥有25间课室、2间训导处、1间资料中心、1间课外活动联络中心及第三副校长室。原有的左侧科学实验室经已被翻新为一楼的文物馆及二楼的机械室，而右侧的图书馆则被改为二间电脑室，其中一楼者被命名为“骆锦地电脑室”。

### D座及E座校舍

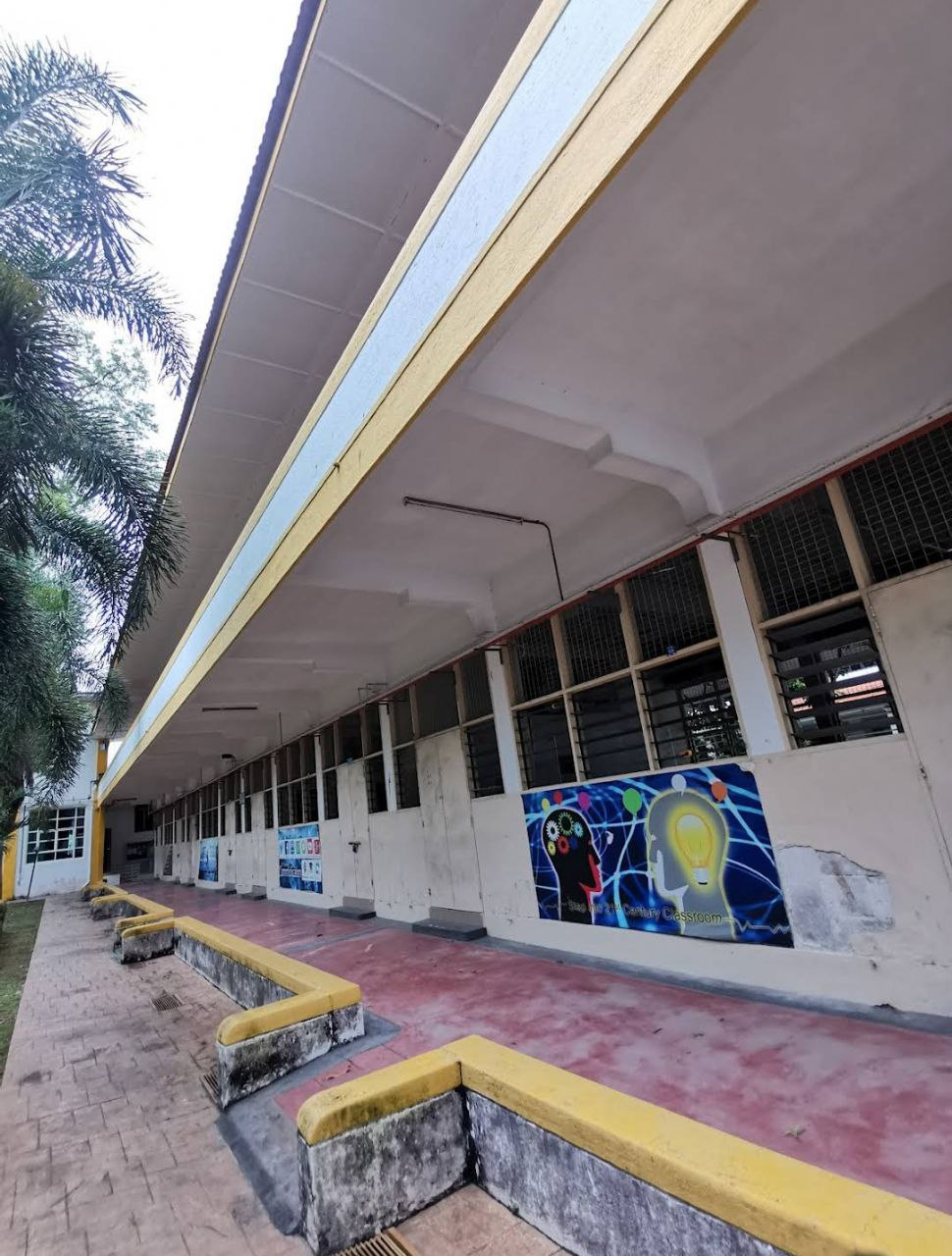
D座校舍

此二座校舍位于怀泽堂两旁、A座及B座校舍后方。每座校舍各有二层共八间课室，为校内最悠久的在役教室。此二座校舍经岁月洗礼，古旧情况已显而易见。

### C座及F座校舍

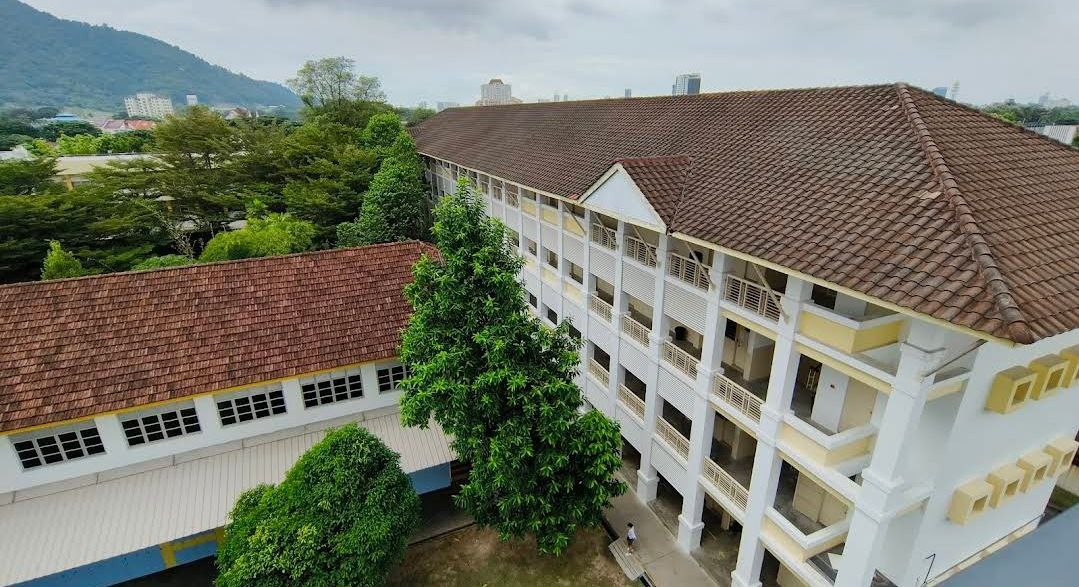
F座校舍

此二座四层楼校舍为校内最新竣工之课室，为校内楼层最多的校舍，每层楼有六间课室。此二座校舍的前身为单层课室。校内五间电脑室中的三间就坐落于C座四楼。同座校舍的二楼办公室经已迁移到怀泽堂二楼，现被用为考试中心及教员资料中心。

### G座校舍

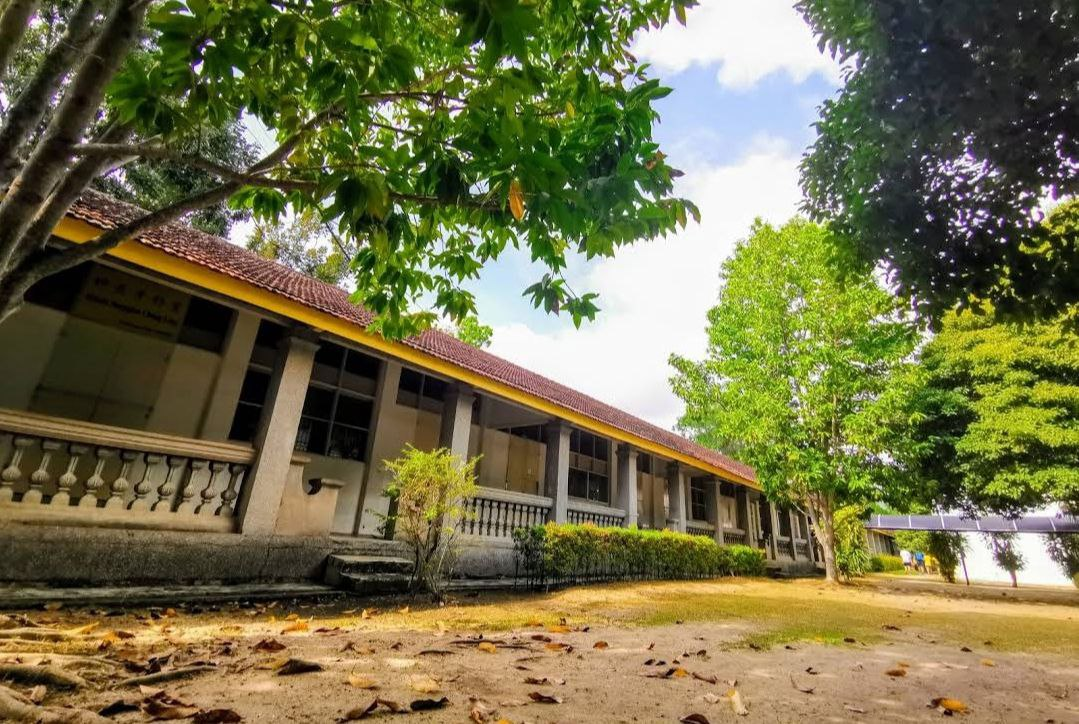
G座校舍

为校内最悠久之建筑物，已饱经岁月沧桑。此校舍部分于2004年尚被用为课室，唯如今已被改为贩卖部、健身中心、辅导室、校内合作社、学长室及牙科治疗室。此校舍正中被一走廊分为二部分，可通往铜乐队室、无线电室及体育用具储藏室。为配合锺灵中学大蓝图，于2020年拆除。

### 进修院
进修院为大学先修班的课室，拥有学校14座科学实验室中的8间。进修院内有一间图书馆为中六学生提供服务，而现有的7间讲堂则被隔为9间使用。

### 工艺楼
已于2022年割让予锺灵独立中学。

### 综合楼
G座校舍拆除后而建的五层楼综合性校舍。内涵音乐室，华乐中心，柔道室，辅导中心，图书馆，美术室，机器人研究中心，灵秀健身室，工艺室，食堂，课外活动联络中心，天文台，科学实验室，会议室，郭骆秀玉堂。

## 学生纪律

### 严格的纪律要求
锺灵中学学生入学后将获得一个学号。学号必须缝在校服上，并接受校内外人士的监督。
1940年代, 锺灵学生的校服和严格纪律活动（体操和周会训话）, 以及锺灵教师的国民党背景和亲中国态度, 往往令人误解锺灵为党校或军校。加上1937年中日战争后, 师生激励和鼓吹抗日, 造成在槟城暗中刺探的日本间谍将锺灵师生列入黑名单。日军登陆后, 由熟悉闽南话和中国国语（华语/普通话）的台湾人指认, 搜捕锺灵师生。以当初300多位学生人数, 已证实的死亡人数为8位教师和50位学生。

### 锺灵中学学生的十大信条
所谓的十大信条是早期锺灵教师对学生严格的纪律要求。锺灵早期的教师很多是中国国民党员, 因此很自然是以教条主义方式来实践学生管理和统一思想, 这和当年革命背景和蒋介石推动的新生活方式有很大的关系。犯下纪律问题的学生, 最轻的体罚就是回家以毛笔抄写好几遍《锺灵中学学生十大信条》以示悔过。犯下严重纪律问题的后果是每逢周会就得上台接受校长或训导主任以藤条鞭打。在这场周会没进行前, 校长通常都会以毛笔字写下学生所犯的校规和纪律处分（如记大过或小过）, 公布于布告栏上。这类纪律管理方法随着时代的改变而不实用。

#### 锺灵中学十大信条
锺灵中学的学生是纪律化的 :
他遇事镇静，有判断能力，绝对服从真理， 处处顾到秩序。
锺灵中学的学生是尊重的 :
他言行不苟，敬重父母、师长、和团体的领袖。
锺灵中学的学生是忠诚的 :
他处世以诚，不说一句谎话，或做一件欺骗的事情，受了人家的嘱托，肯负责去做。他看学校如自己的家庭，事事物物，无不竭诚爱护。
锺灵中学的学生是勤俭的 :
他勤于学业，刻苦耐劳，不浪费时间，并能充份利用他的机会。他节省费用，乐以助济他人，或达到他个人有价值的目的。
锺灵中学的学生是谦恭的 :
他以礼待人，态度谦逊，出言和善，对于妇孺老弱，更知爱护，且有相当敬意。
锺灵中学的学生是勇敢的 :
他有主持正义，疾恶如仇，不避艰险的勇气。他不受谄媚，不怕威吓，任何失败，不能灰他的心志。
锺灵中学的学生是清洁的 ：
他保持他的身体、思想、言语、习惯的清洁。他参与清洁运动，使环境美化。
锺灵中学的学生是乐群的 ：
他没有怪僻的脾气，和不近人情的行为。对于利群的事情，从来不规避 ，总能拥护多数人的意思，通力合作，以求其实现。
锺灵中学的学生是乐观的 :
他时常含有笑容，能敏捷的，愉快的，尽他分内的职务，事务愈困难，心中愈快乐。
锺灵中学的学生是进取的 :
他不自满，不多言，向着他高尚的目的去努力，挫折愈多，努力愈甚。

## 学校课外活动
截止2023年，锺灵中学共有78个课外活动团体

### 制服团体（B）
1. B01 童军团
2. B02 圣约翰救伤队
3. B03 学生警察精英队
4. B04 铜管乐团
5. B05 学生少年军团
6. B07 男少年军团
7. B08 消防拯救队
8. B09 民防队
9. B20 柔道会
10. B21 少林武术团
11. B22 合心流空手道会
12. B23 跆拳道会
13. B40 华乐团
14. B41 口琴队

### 学会/研究会（P）
1. P05 马来文学会
2. P06 华文研究会
3. P07 英文学会
4. P08 书法研究会
5. P10 合唱团
6. P11 大学先修班同学会
7. P12 国际少年服务团
8. P13 青少年商会
9. 史地学会
10. P17 美术研究会
11. P18 消费人学会
12. P19 数理研究会
13. P21 戏剧研究会
14. P23 无线电研究会
15. P24 摄影研究会
16. P25 水族研究会
17. P27 电脑学会
18. P29 佛学研究会
19. P30 圣经研究会
20. P33 道路安全学会
21. P37 旅游学会
22. P39 天文学研究会
23. P40 学校合作社
24. P41 少狮会
25. P42 防范罪案学会
26. P43 国际少年同济会（Key Club）
27. P44 环保学会
28. P45 音乐学会
29. P46 国家原则学会
30. P47 华语辩论坊
31. P48 模拟联合国
32. P81 青年企业学会（Young Enterprise）
33. P82 发明与设计学会
34. P83 i-创设（i-Creatorz）

### 体育/球类（S）
1. S01 羽球会
2. S02 篮球会
3. S03 足球会
4. S04 排球会
5. S06 弈棋会
6. S07 体操会
7. S08 田径会
8. S09 乒乓会
9. S10 游泳会
10. S11 手球会
11. S12 壁球会
12. S13 网球会
13. S14 保龄球会
14. S15 剑击会
15. S26 健美会

### 服务团体（T）
1. T01 学长团
2. T02 级长团
3. T04 勤务团
4. T05 辅导团
5. T06 图书馆助理员
6. T07 课外活动联络中心
7. T08 体育技术组
8. T10 校闻编委会
9. T11 锺浪编委会
10. T12 高中毕业刊编委会
11. T13 文凭与证书组
12. T16 交通纠察团
13. T17 校园传播服务团
14. T18 贷书学会
15. T19 卫生纠察团

### 已解散课外活动团体
1. S05 龙舟会
2. T14 下午班纠察团（2019年：随着下午班关闭随之解散）
3. P26 集邮研究会（2023年：已被时代淘汰）

## 学校常年活动
- 铜管乐团常年音乐会（B04 铜管乐团主办）
- 华乐团常年音乐会（B40 华乐团主办）
- 文娱晚会（P45 音乐学会主办）
- 探访老人院（P41 少狮会主办）
- 合作社日（P40 学校合作社主办）
- 游泳比赛（S10 游泳会主办）
- 羽球比赛（S01 羽球会主办）
- 七人制足球赛（P12 国际少年服务团主办）
- 锺中校园辩（P47 华语辩论坊主办）
- 课外活动初级管理课程（T07 课外活动联络中心主办）
- 课外活动高级管理课程（T07 课外活动联络中心主办）
- 庆功宴
- 迎新日
- 教师节庆典
- 高中及大学先修班结业典礼
- 谢师宴
- 科学嘉年华（数理研究会主办）
- 亚洲安全意识研讨会（家教协会主办）
- 国际学生交流营（国际部主办）
- 运动会（课外活动部主办）
- 三校运动会
- 越野赛跑（体育部主办）
- 登山比赛（体育部主办）
- 校内三语作文比赛（语文组主办）
- 华语即席演讲比赛（华文组主办）
- 书法比赛（华文组主办）
- 电竞比赛（电脑学会主办）

## 现有学校行政人员及各科主任
- 校长：蓝年丰师
- 行政副校长：江桂莉师
- 学生事务副校长：黄章颖师
- 课外活动副校长：许谨顺师
- 先修班副校长：林成发师
- 语文科主任：余建禾师
- 数理科主任：高碧月师
- 人文科主任：杜岫频师
- 职业工艺科主任：章国忠师
- 马来文文主任：沈佛芳师
- 华文主任：孔慧屏师
- 英文主任：冯慧君师
- 数学主任：方炎美师
- 化学主任：丁碧雯师
- 生物主任：庞启婷师
- 物理主任：陈维琴师
- 科学主任：郑爱华师
- 历史主任：En. Thiagarajan A/L Subramaniam
- 地理主任：Pn. Siti Asmaq Bt. Muhammad
- 道德教育主任：Pn. Juli Jusniza Bt. Abdullah
- 体育主任：骆慧玲师
- 资讯工艺主任：刘慧芝师
- 商科主任：陈丽萍师
- 美术主任：李盟翠师

## 锺灵历任校长
1. 吴亚农（1917年-1920年）
2. 王存统（1921年）
3. 王寄欧（1922年）
4. 颜因明（1923年-1927年）
5. 唐桐侯（1927年-1929年）
6. 黄照青（1930年-1931年）
7. 陈充恩（1931年-1939年 ；1941年-1952年）
8. 林惠祥（1939年-1941年）
9. 汪永年（1956年-1970年）
10. 叶荣和（1971年-1998年）
11. 郑权力（1998年-2004年）
12. 沈仁东（2004年-2006年）
13. 谭匡智（2006年-2007年）
14. 蔡耀祖（2008年-2012年）
15. 黄保明（2012年-2014年）
16. 郑明华（2015年-2017年）
17. 朱圣保（2017年-2021年）
18. 蓝年丰（2021年至今）

## 杰出校友
- 许子根：前任槟城首席部长及首相署部长
- 曾永森：前马华署理总会长、前马来西亚国会上议院主席、现任世界华人联合总会永远名誉主席
- 许文远：現任新加坡基础设施统筹部长兼交通部部长
- 吴文宝：马来西亚国民型华文中学校长理事会主席、第八届沈慕羽教师奖得奖人
- 王慷鼎：新加坡国立大学中文系前教授
- 锺启章：马来西亚首相马哈迪·莫哈末在2001年至2003年的华裔新闻秘书、《南洋商报》前总编辑
- 尤芳达：拉曼大学（UTAR，优大）校长
- 傅承得：著名马华诗人
- 温梓川: 已故华裔作家
- 颜清文：雪兰莪中华大会堂前会长，著名企业家、慈善家（已故）
- 苏庆华：马来亚大学中文系前副教授（已故）
- 李锦宗：马华文学史料家、RTM电台华语新闻组前编译（已故）
- 刘子贤：曾任RTM第五台主持人、ntv7华语新闻主播，后剃度出家，法号释宗华（已圆寂）
- 方若琪：NTV7华语新闻首任主播，曾就读于锺中大学先修班
- 杨佳贤（阿贤）：ASTRO人文饮食类节目主持人兼制作人
- 黄伟益：前马来西亚槟城丹绒国会议员
- 沈志勤：前马来西亚副农业部长，峇央峇鲁国会议员
- 黄汉伟：现任升旗山国会议员
- 黃順祥：現任亞依淡州議員，曾任檳島市議員。
- 拿督斯里丘光宪：明凯科技集团（Mini Circuits）董事，伟特机构（ViTrox）董事主席
- 温文京：马来西亚著名音乐指挥家，音乐教育推动者
- 黄嘉富：The Rondo Production 创办人
- 温子开：曾任光华日报董事经理

## 图库

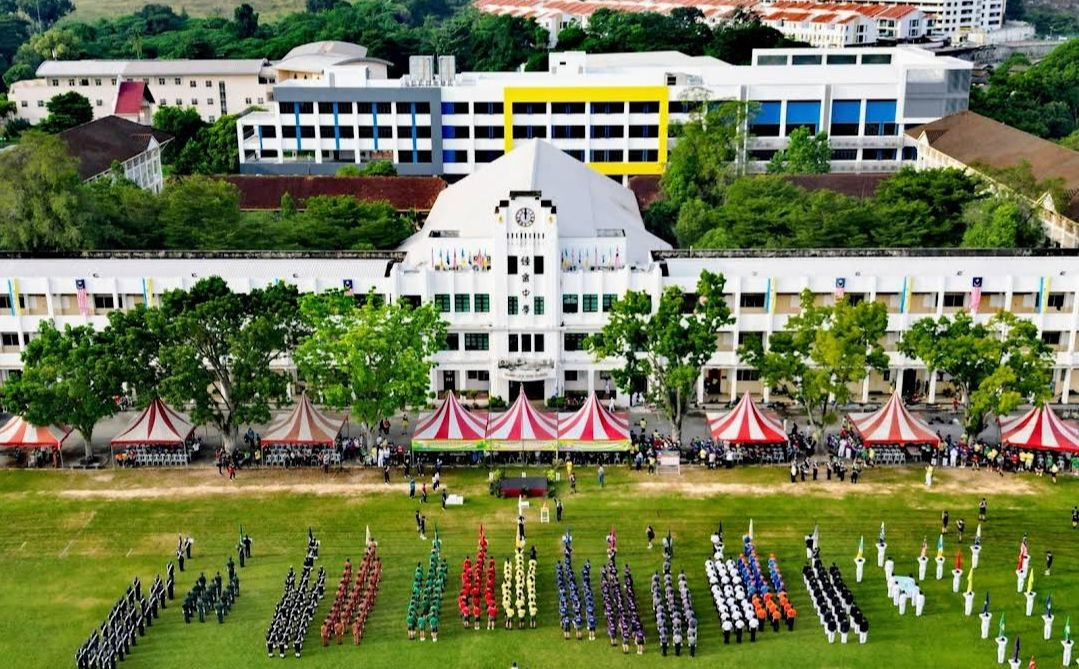
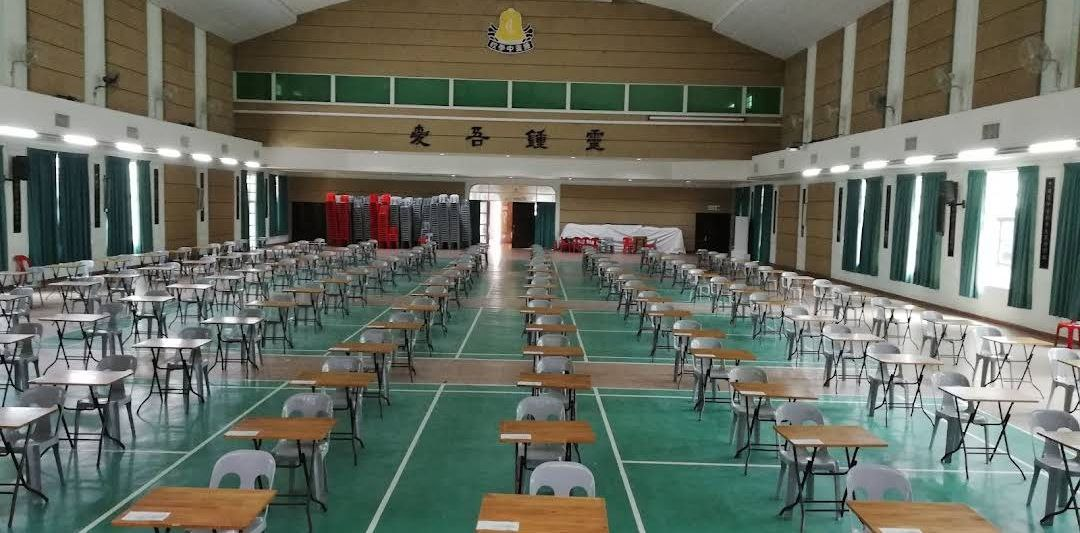
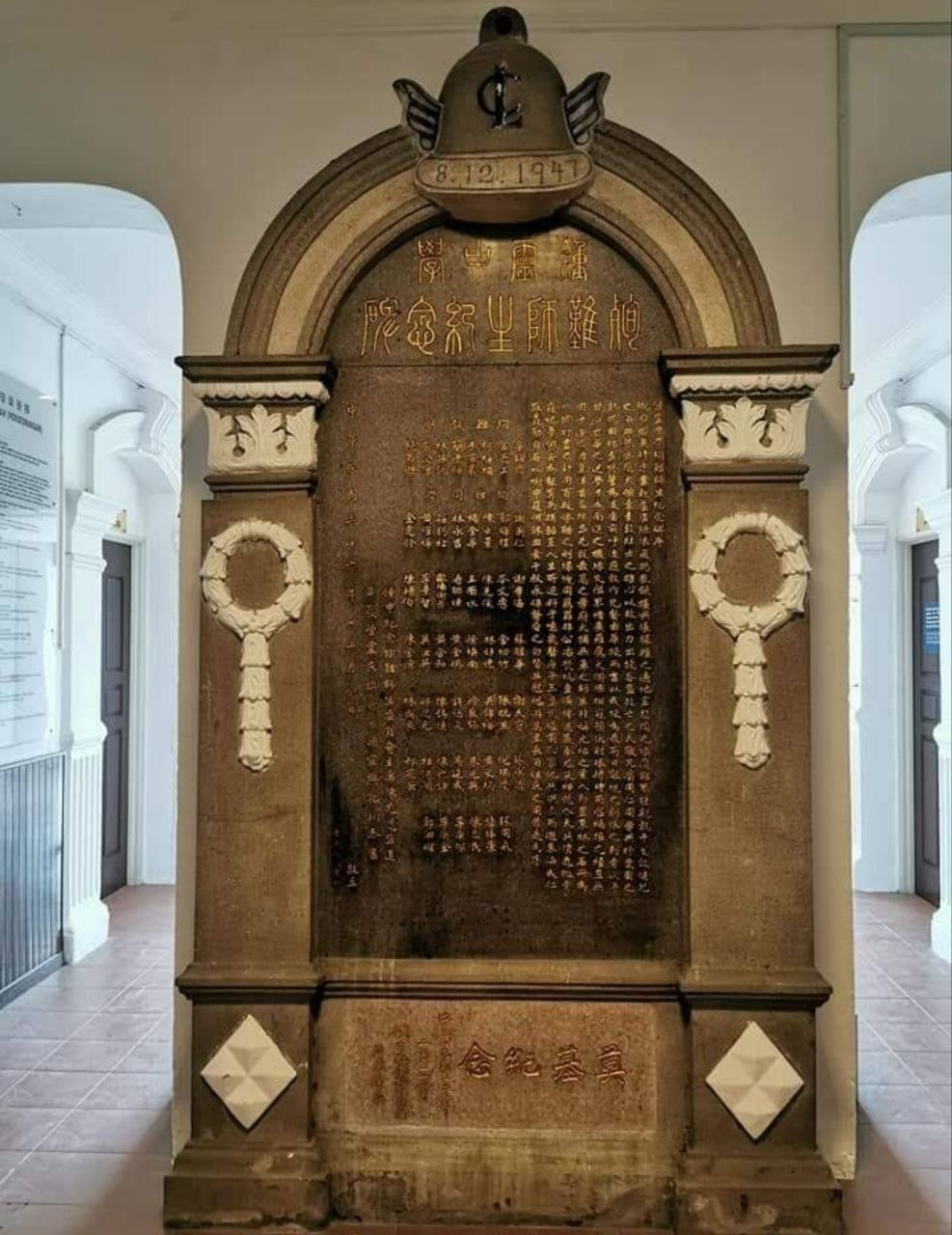
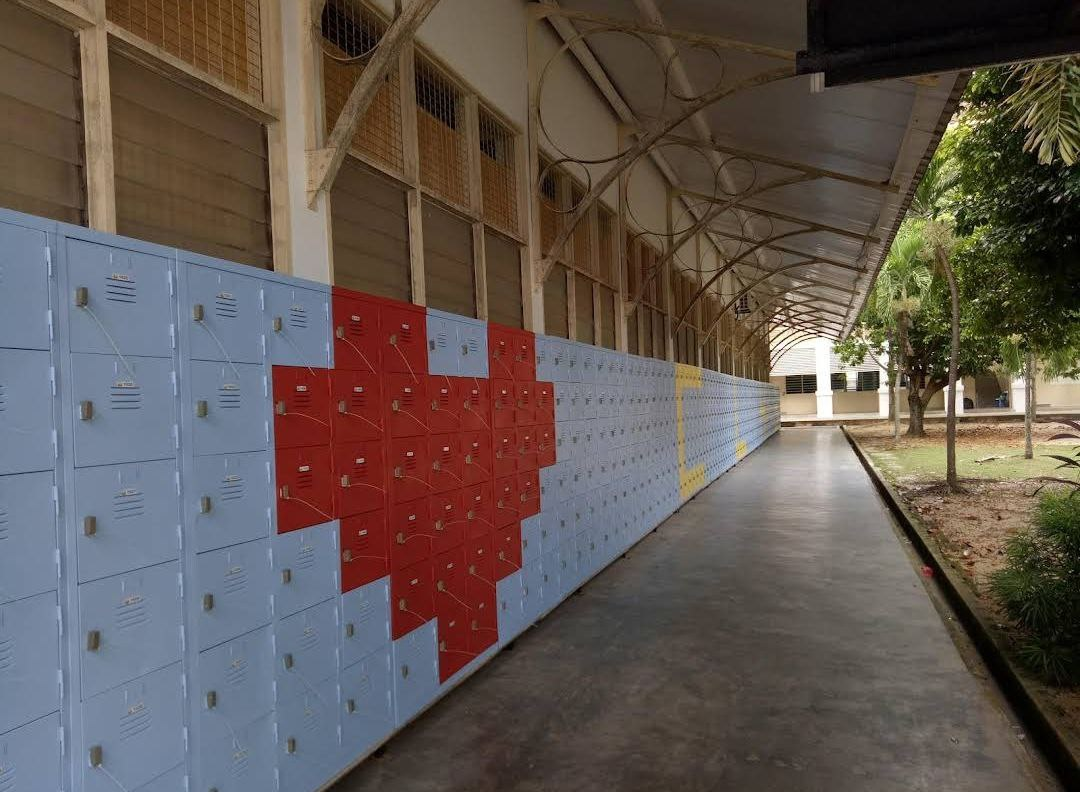
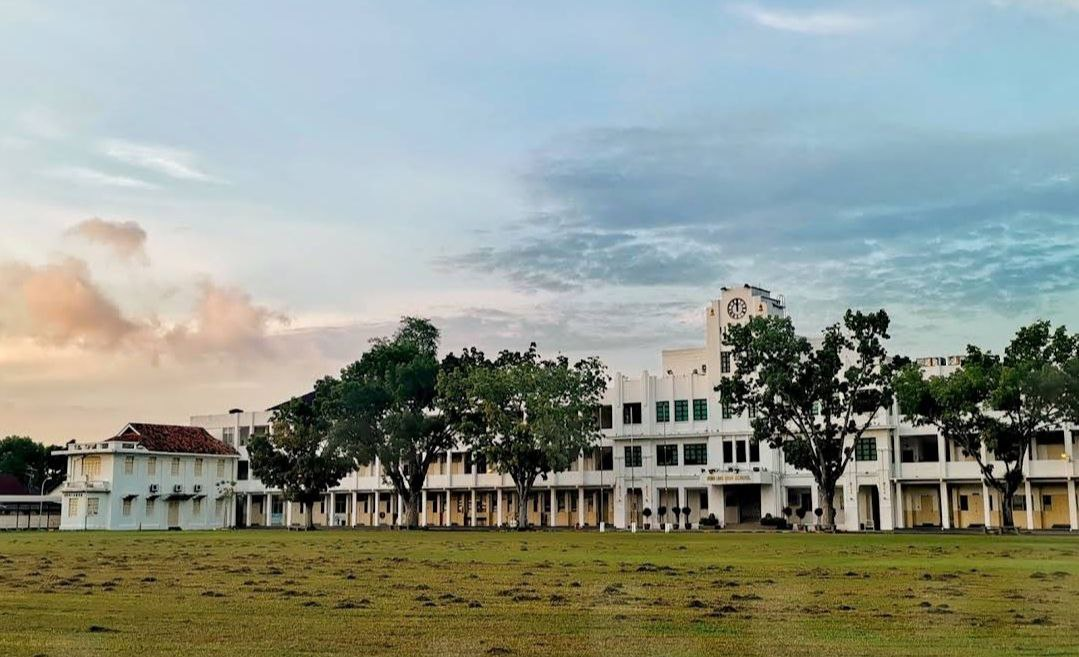
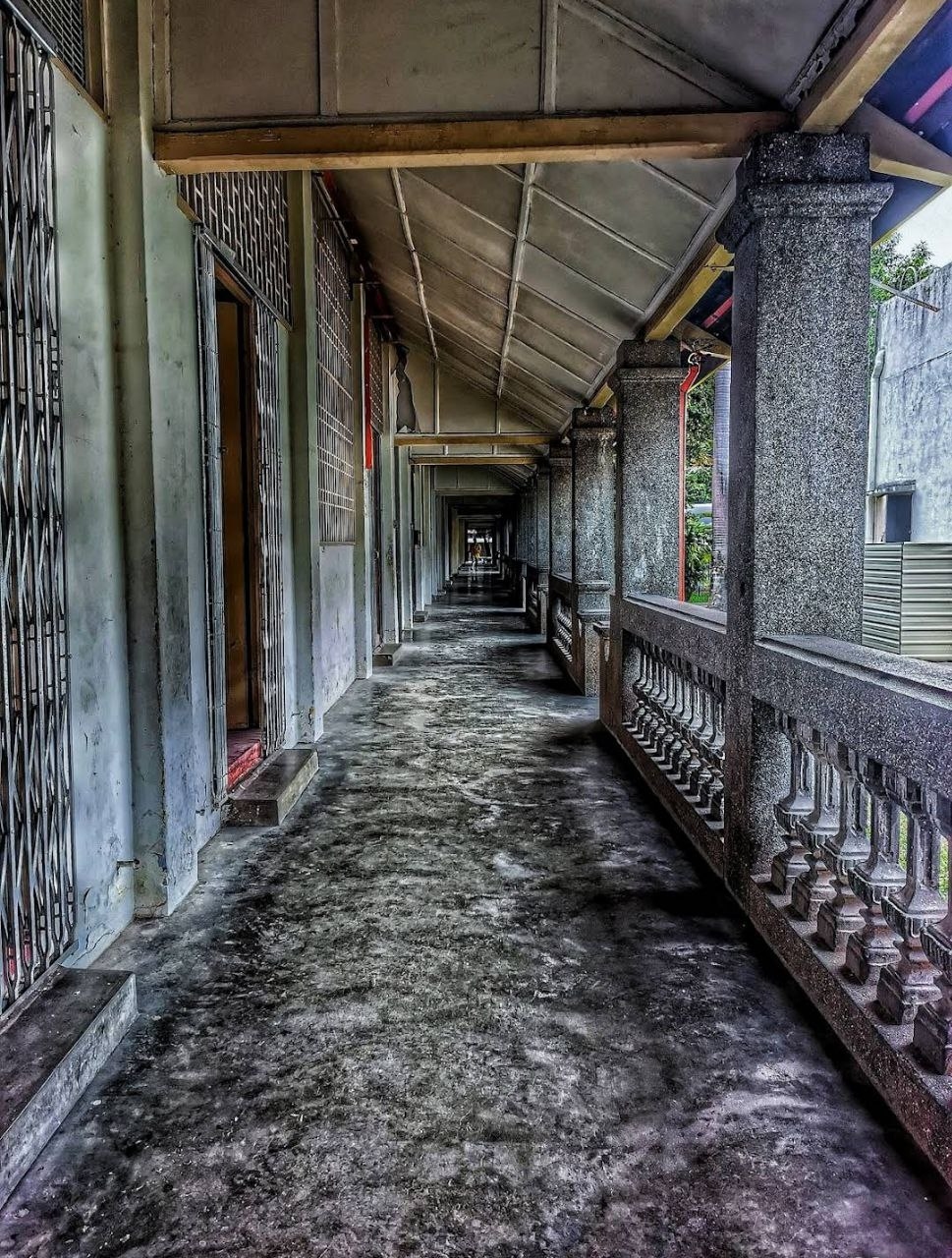
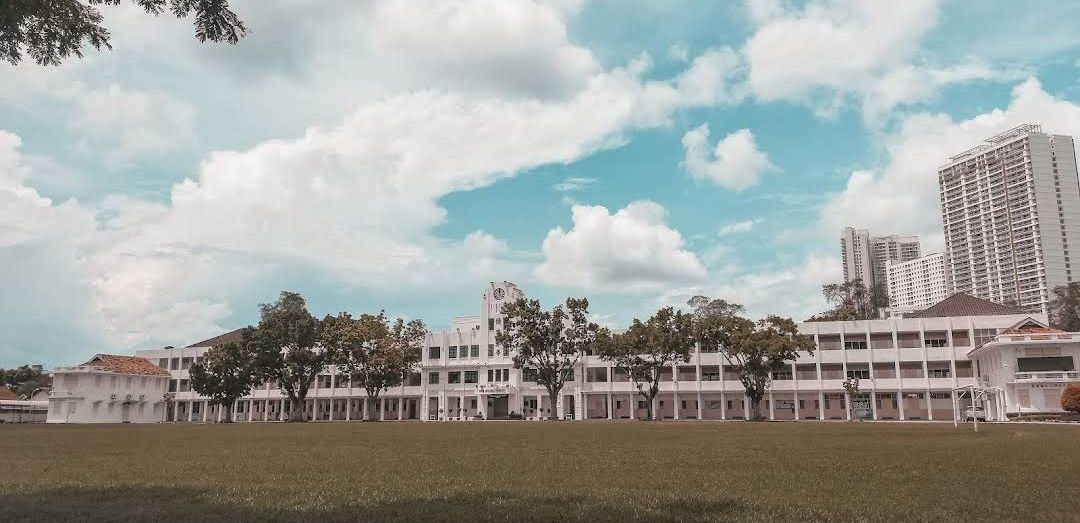
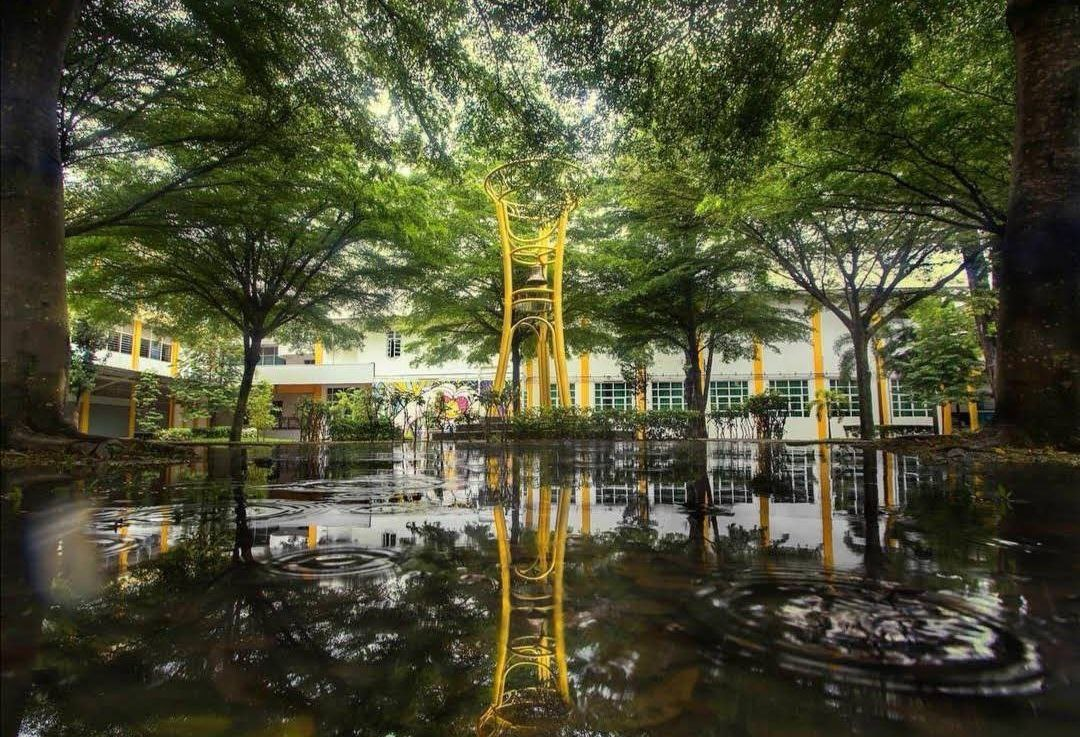
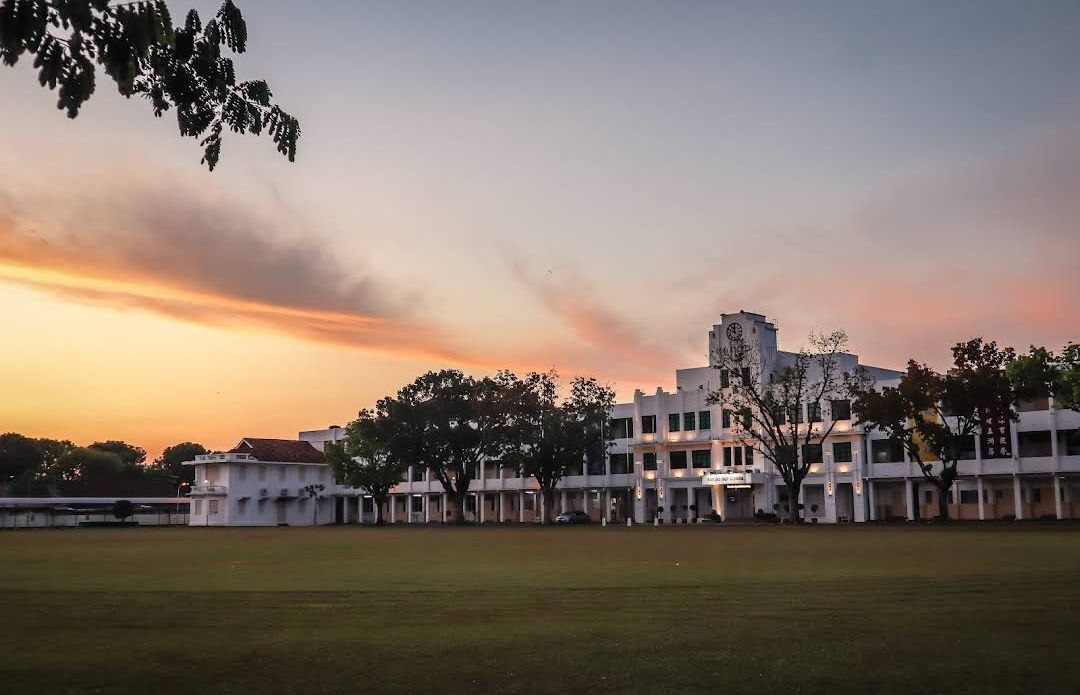
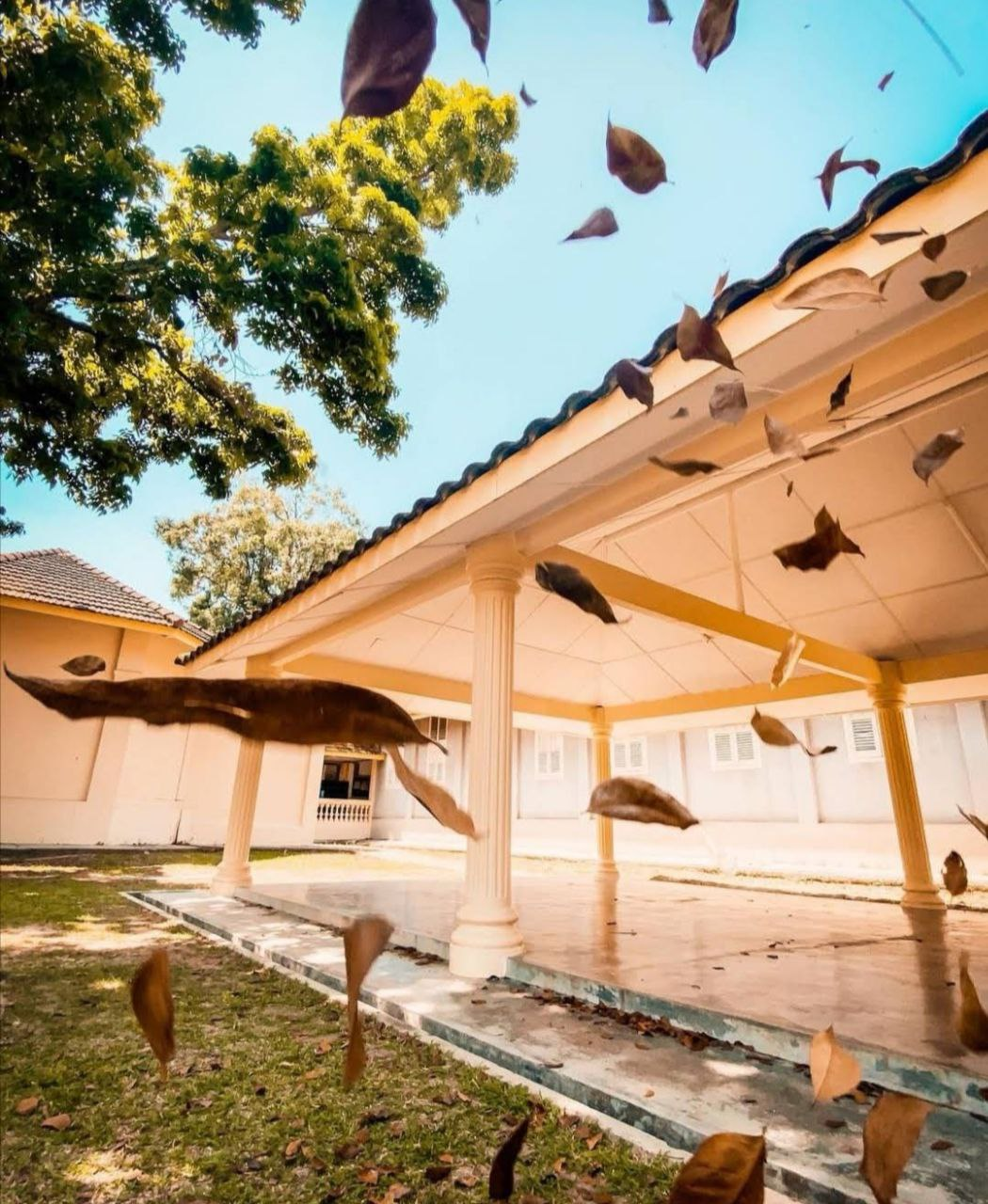
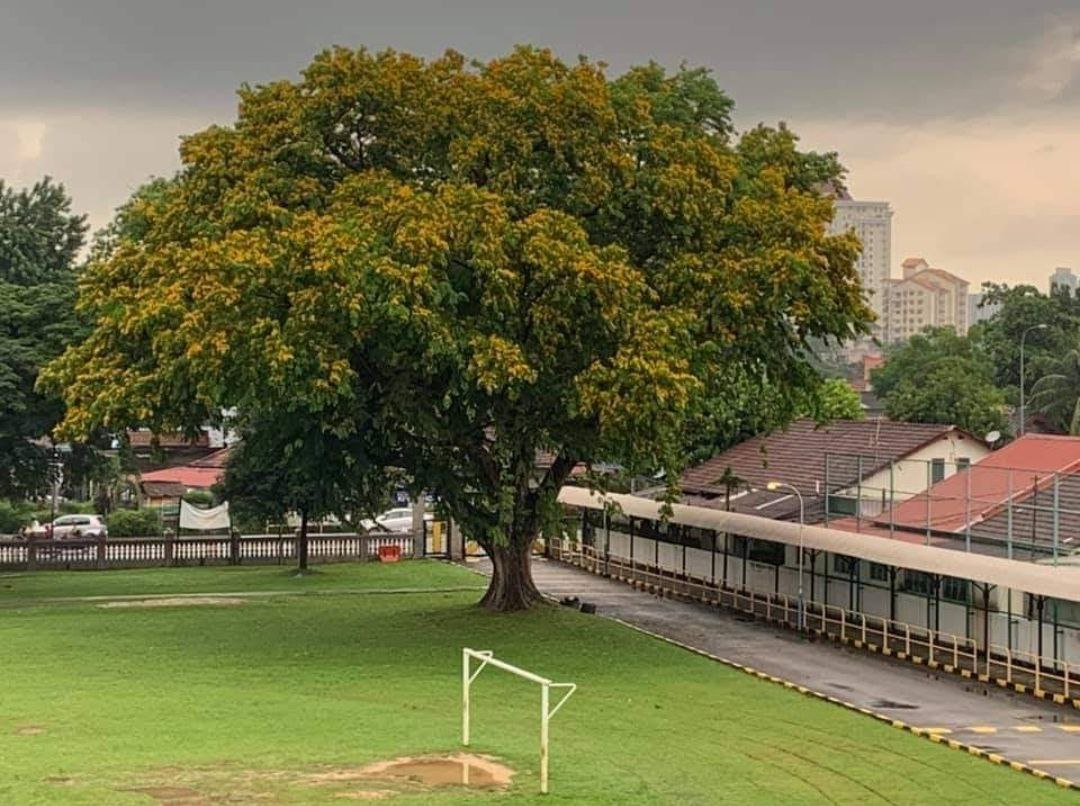
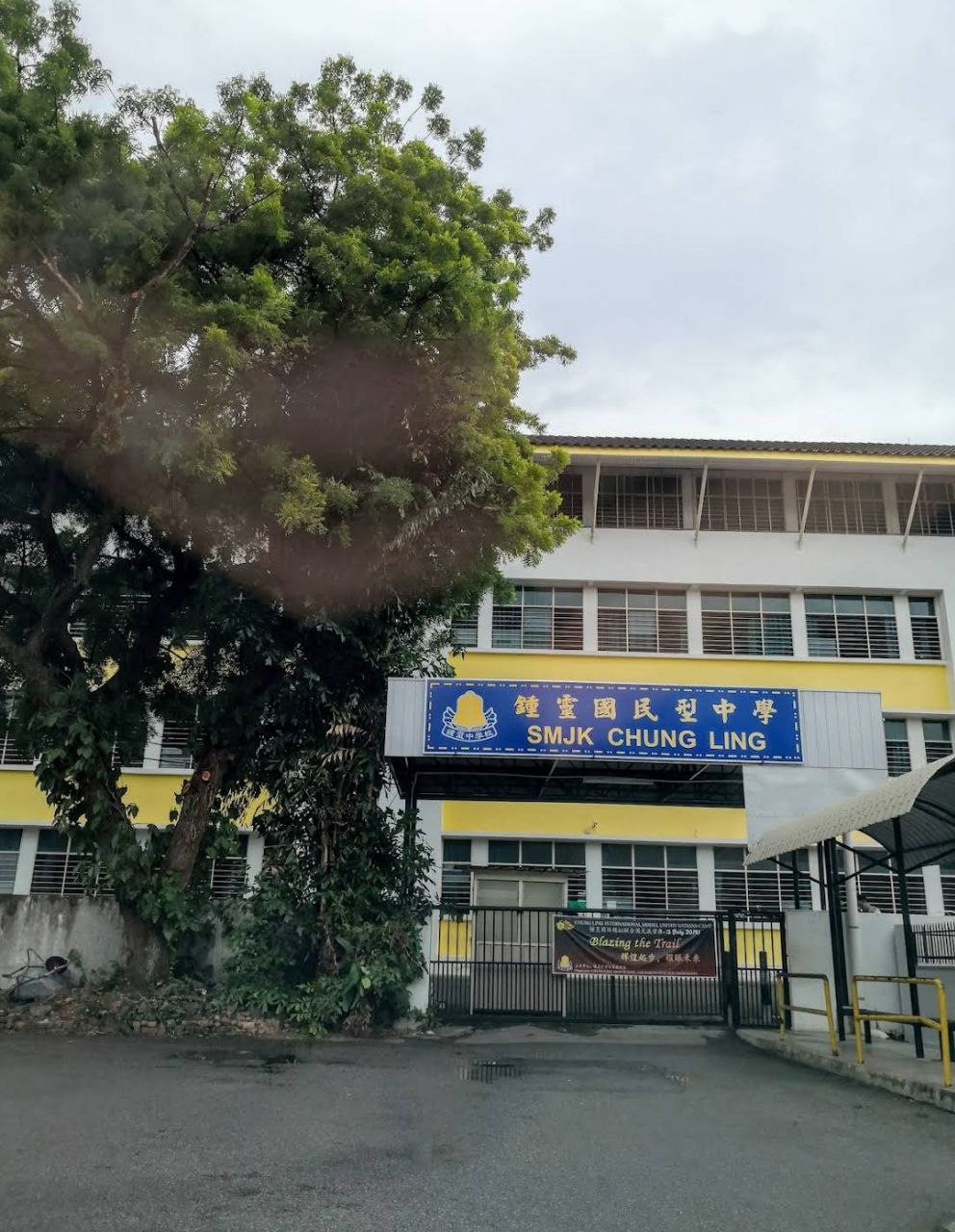
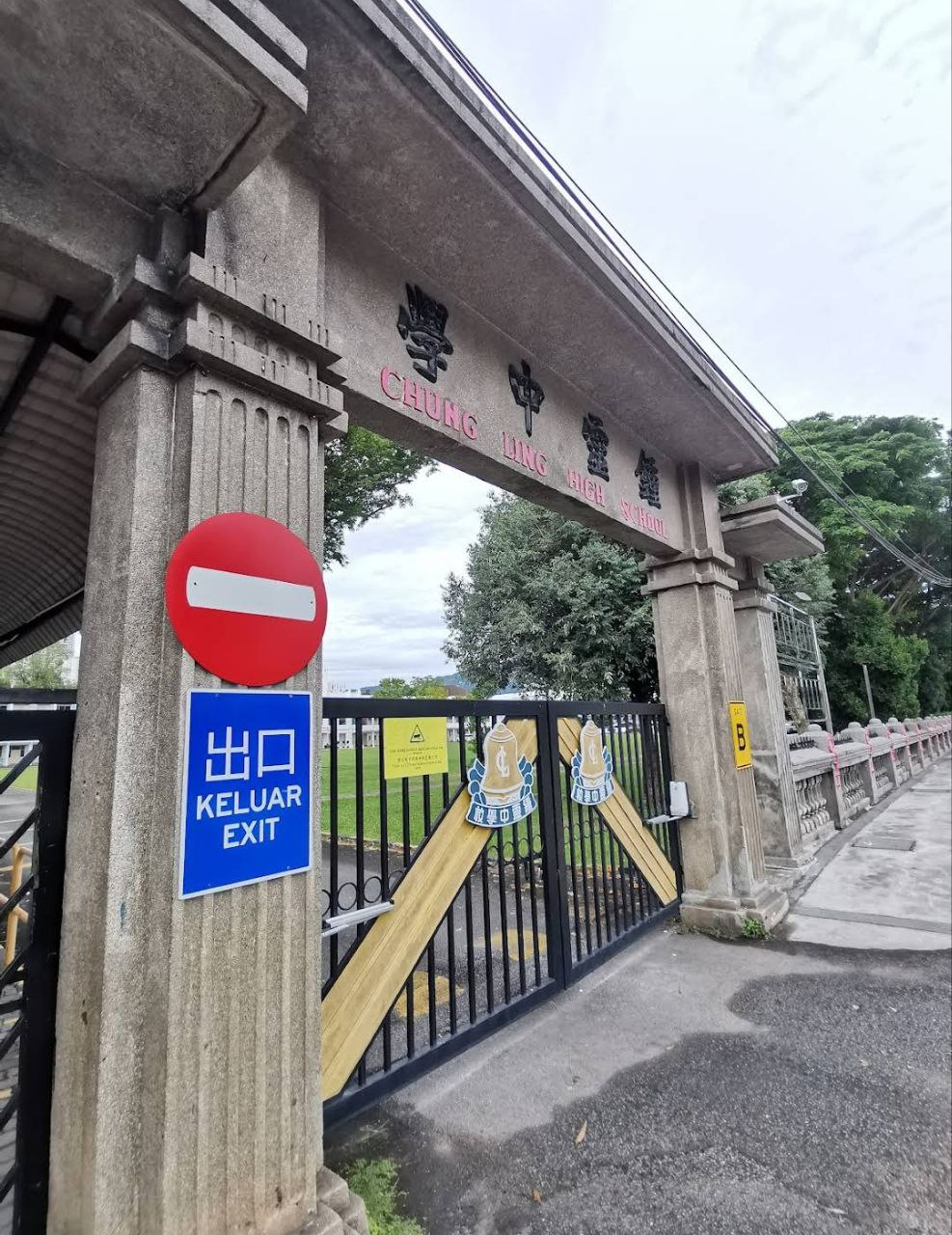
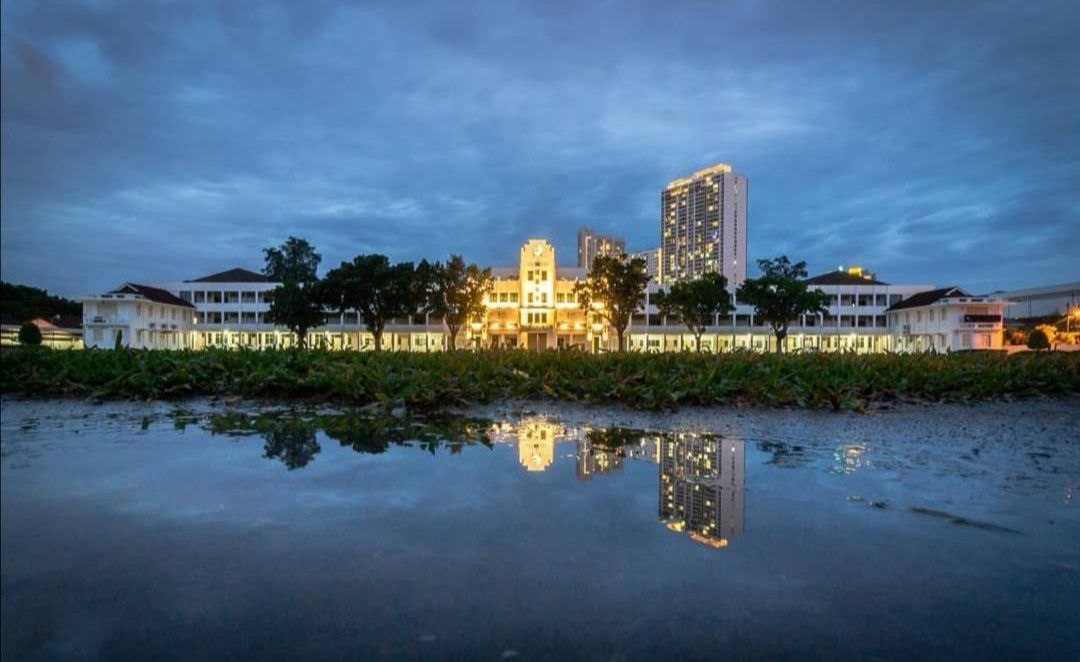
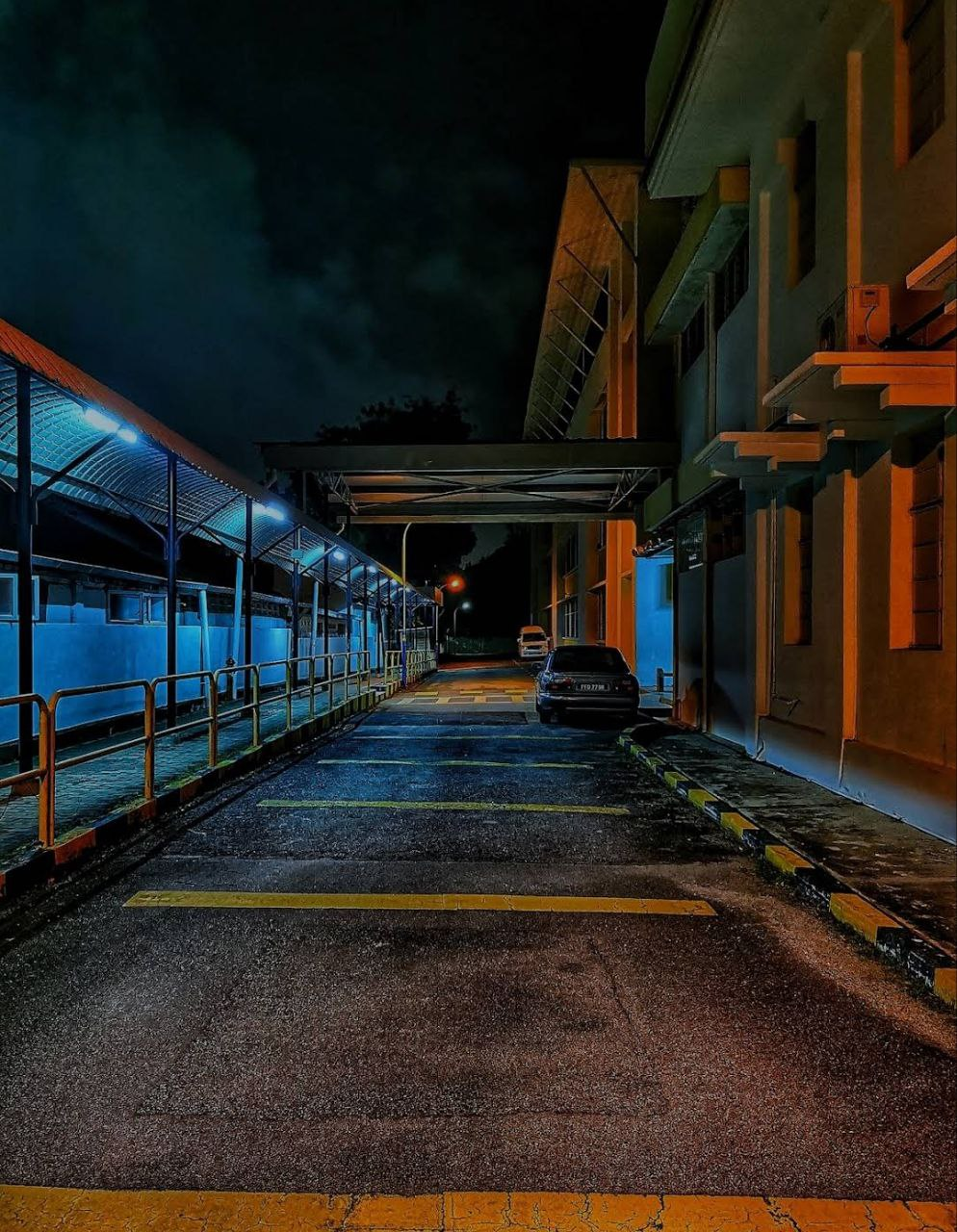
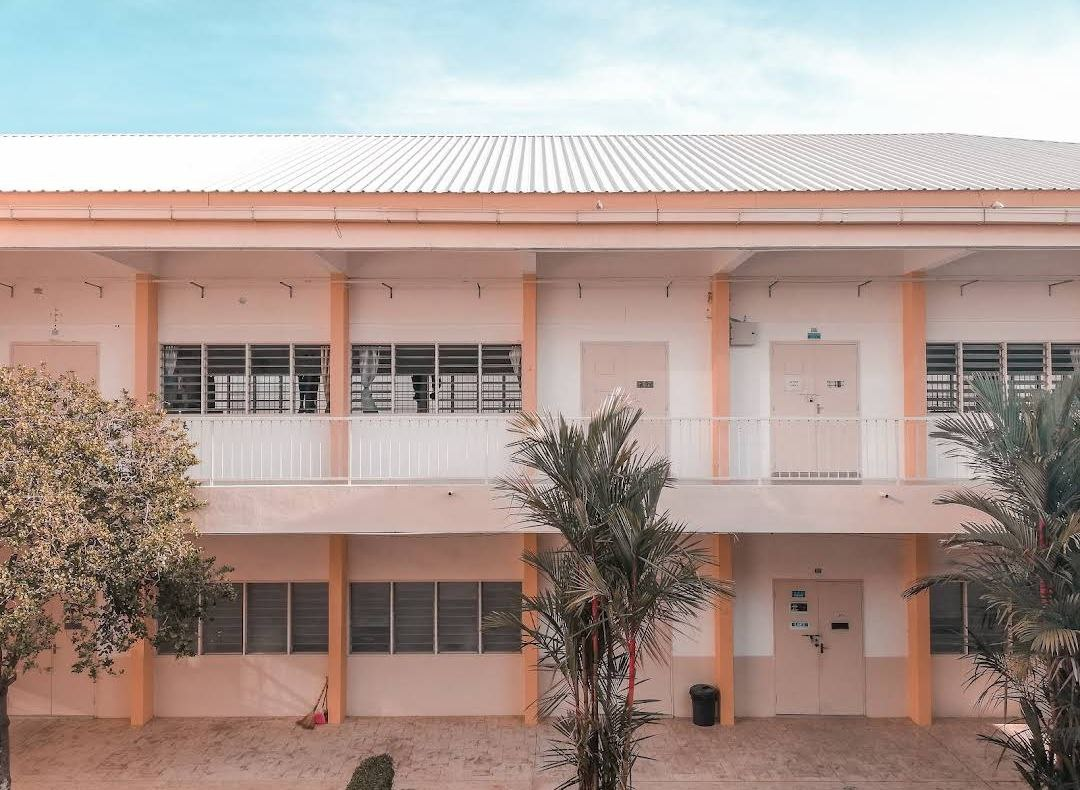
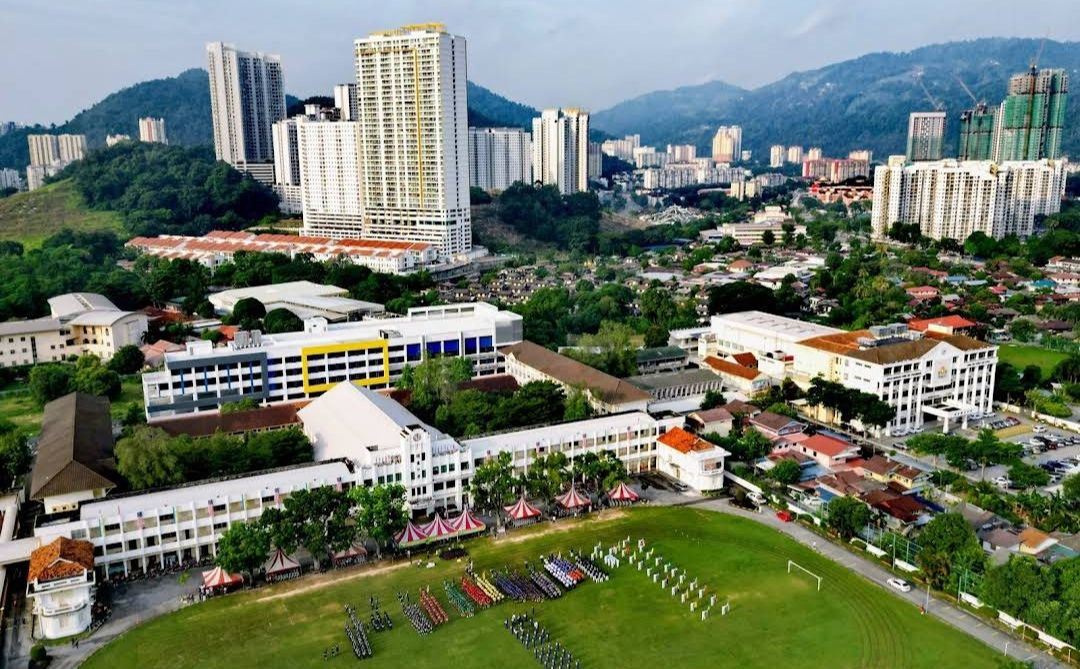
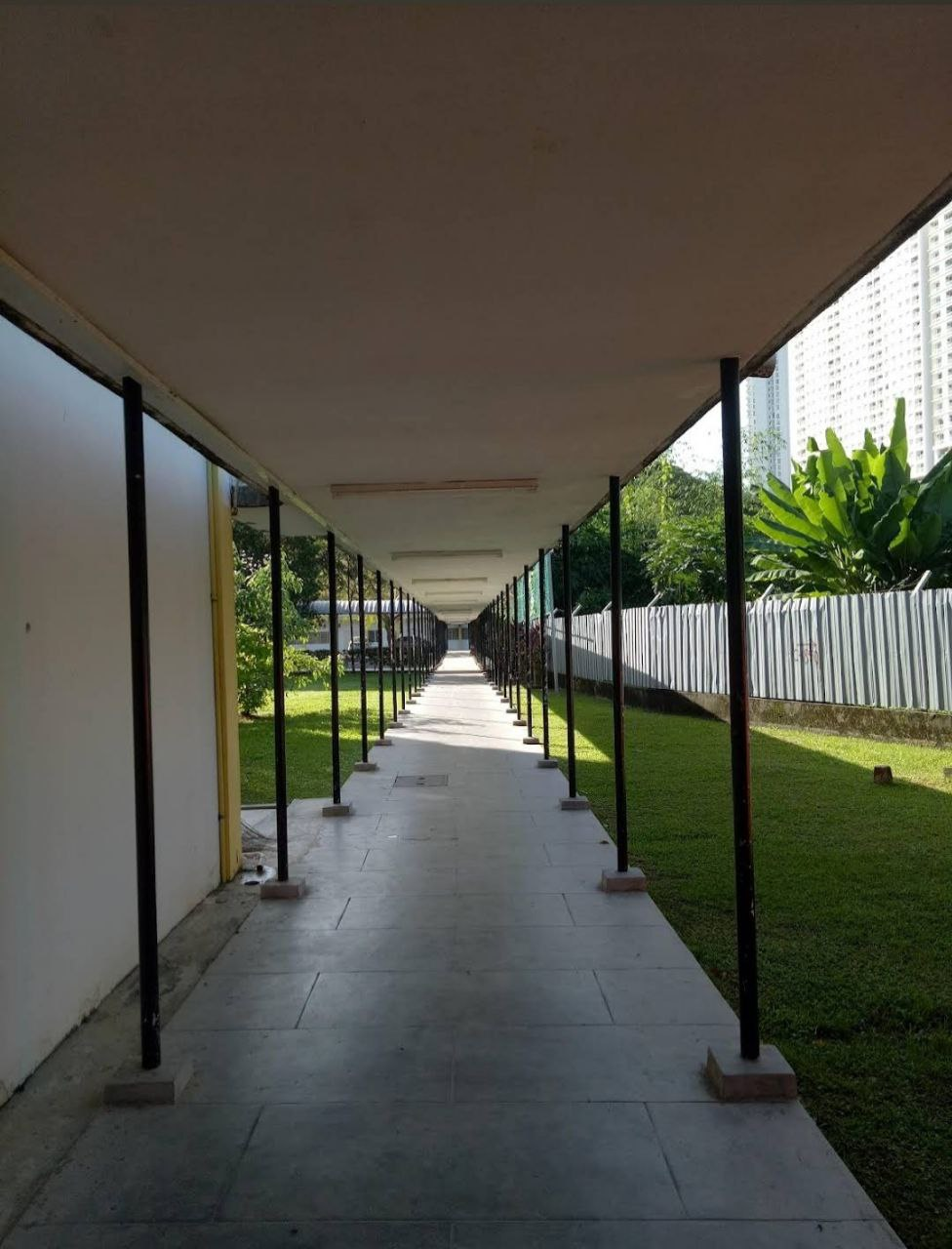
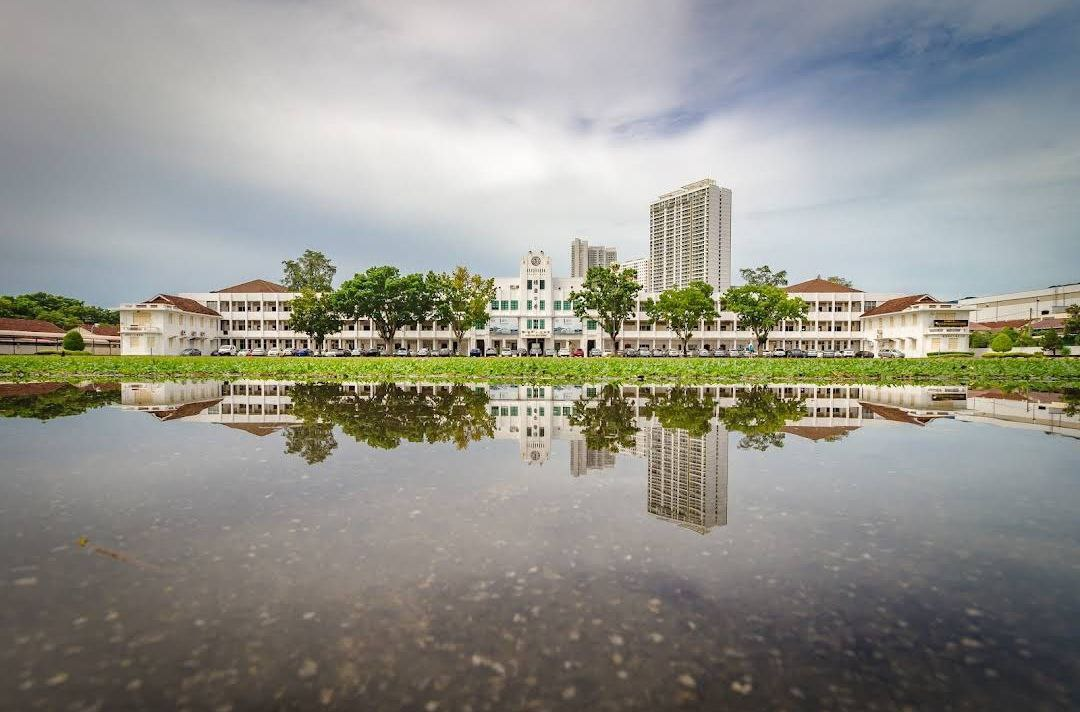
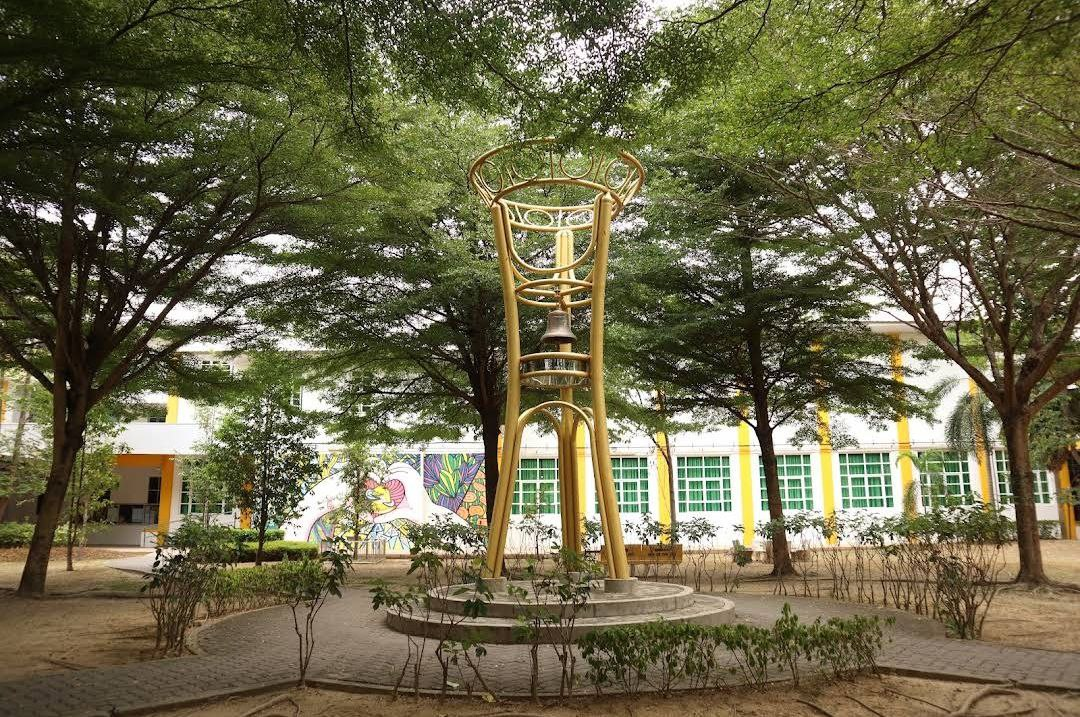
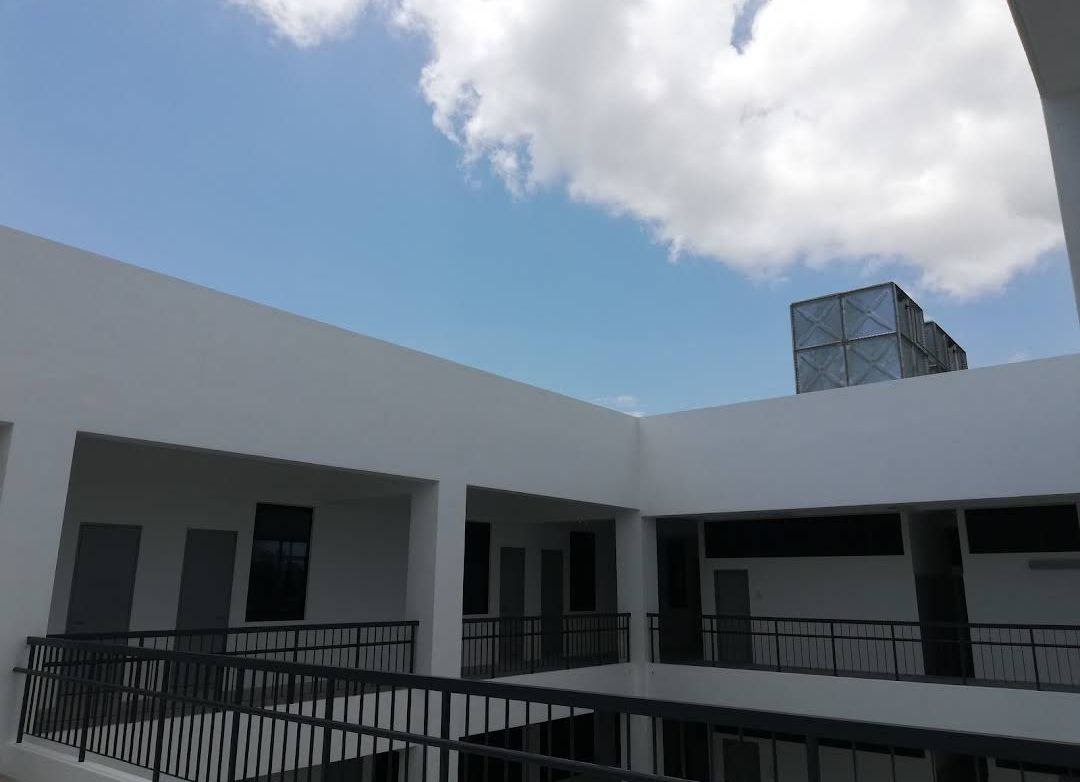
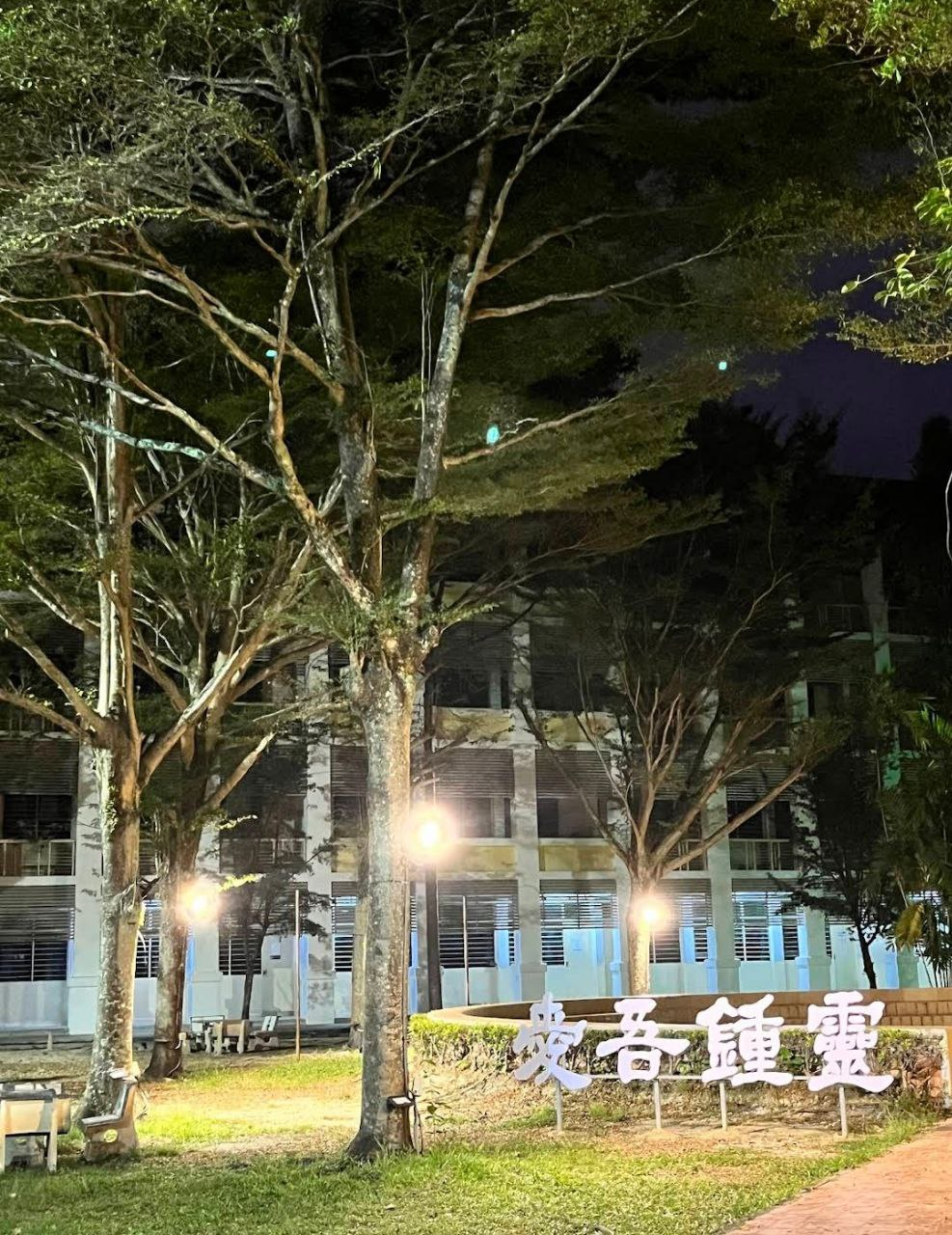
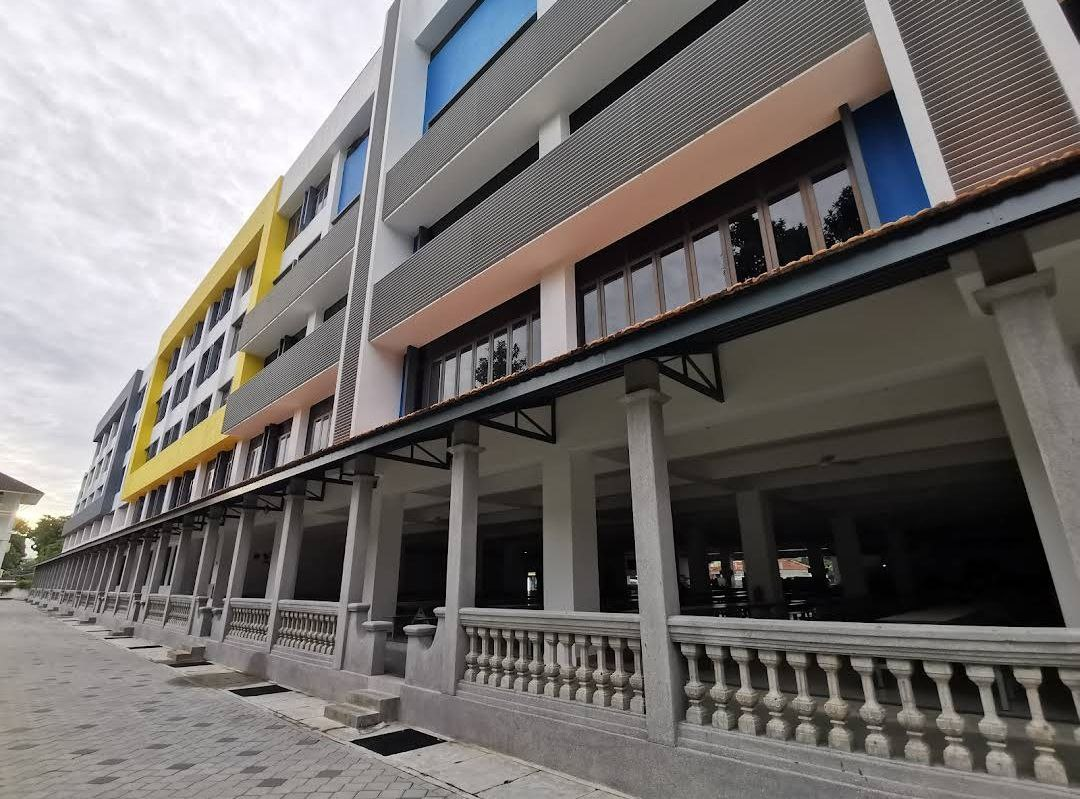
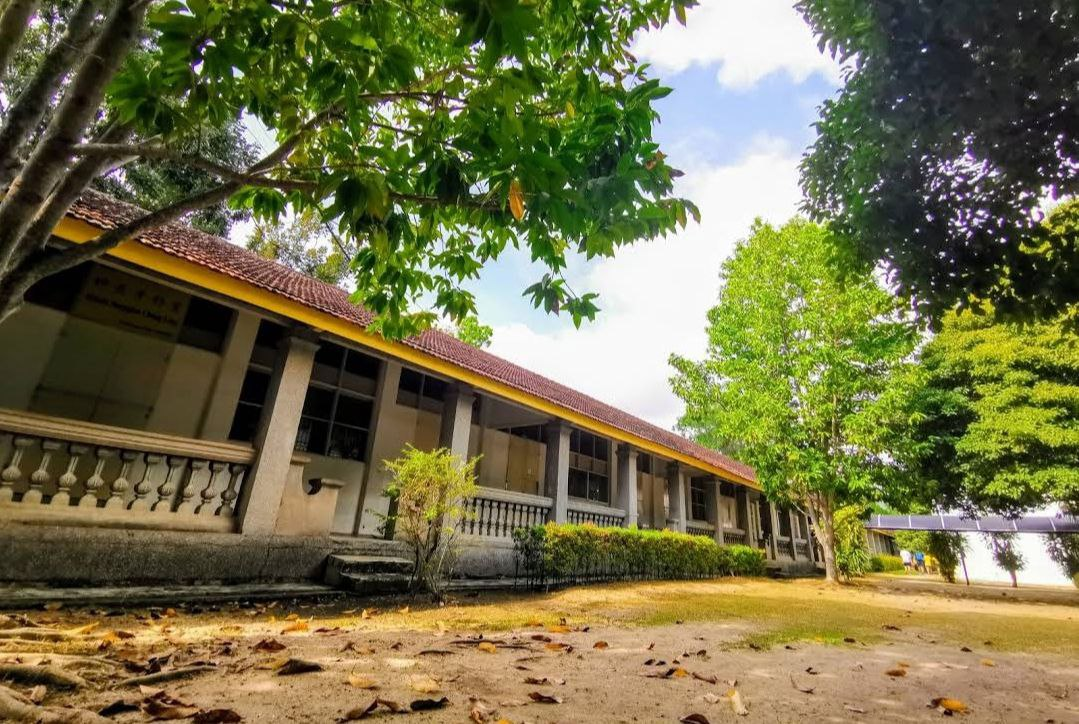
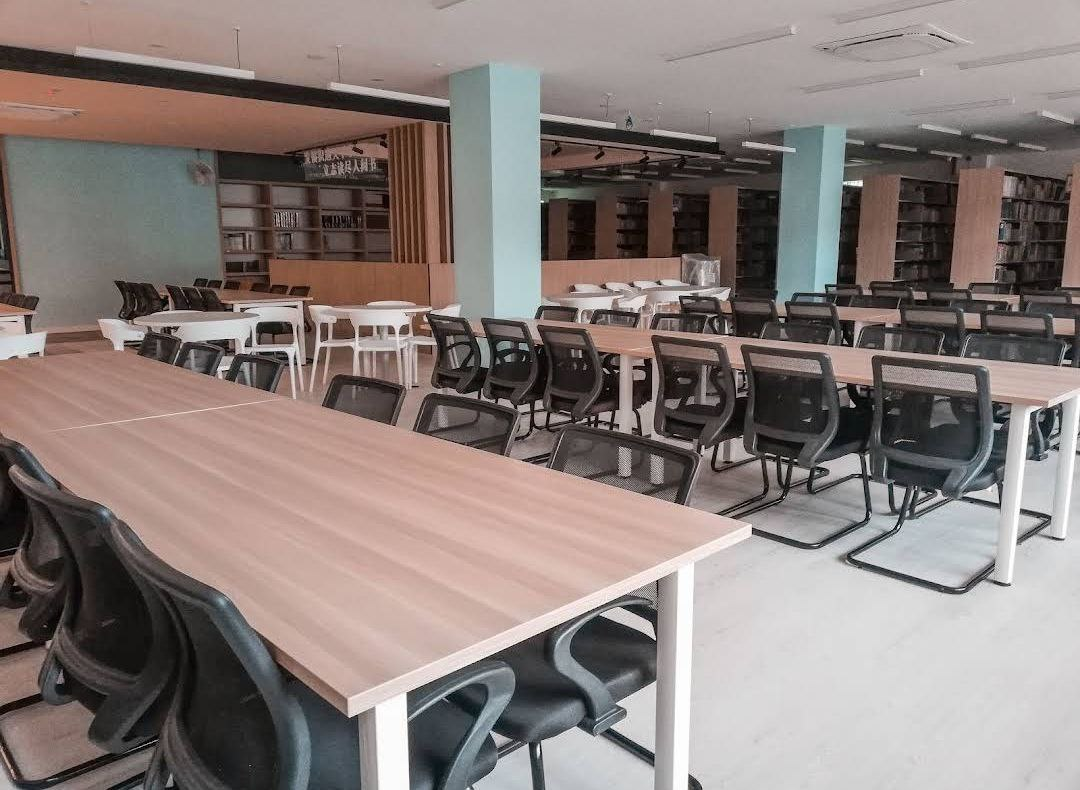
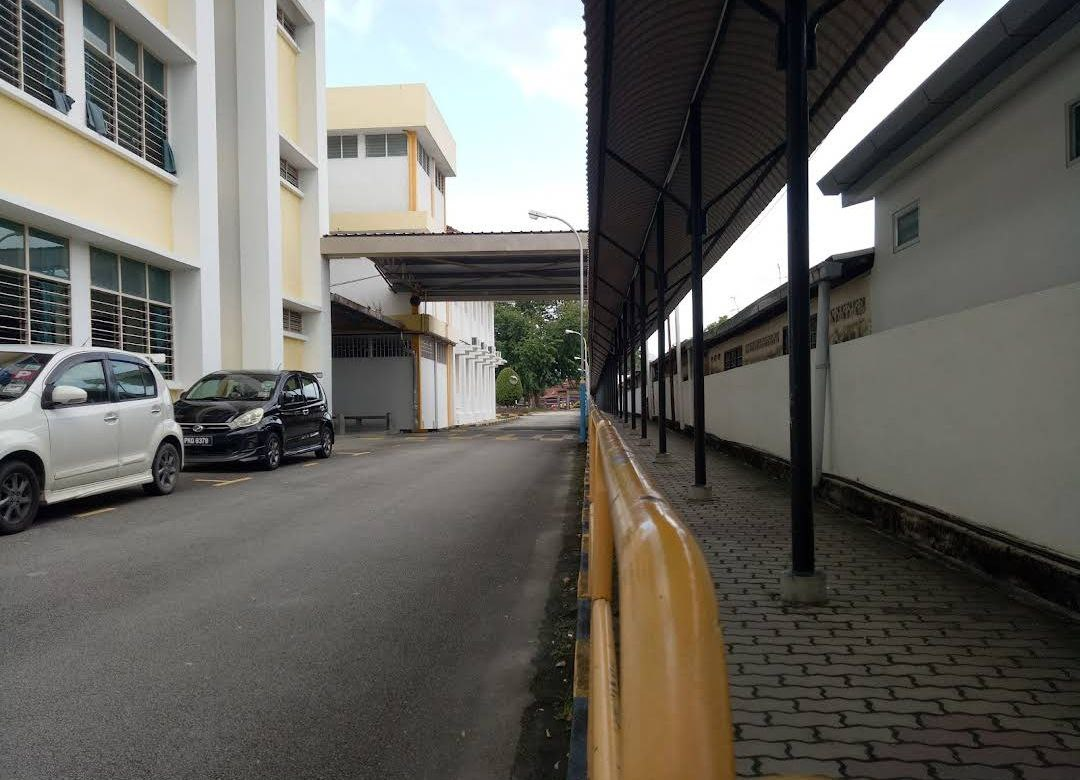

### 腳註
1. ↑  . www.clhs.edu.my.   [2021-06-07]. （原始内容存档于2021-10-18）.
2. ↑  . 星洲网 Sin Chew Daily Malaysia Latest News and Headlines. 2020-09-17  [2024-09-18]. （原始内容存档于2025-04-26） （中文（中国大陆））.
3. ↑  . 星洲网 Sin Chew Daily. 2011-03-04  [2024-09-18]. （原始内容存档于2024-09-21） （英语）.
4. ↑  雪隆华校董联会. . Malaysiakini. 2011-03-03  [2024-09-18]. （原始内容存档于2024-11-27）.
5. ↑   (PDF).   [2024-09-18]. （原始内容存档 (PDF)于2024-09-18）.
6. ↑  .   [2021-06-07]. （原始内容存档于2021-10-06）.
7. ↑  . 北京锺灵校友会.   [2020-09-14]. （原始内容存档于2020-09-14）.
8. ↑  .   [2024-11-25]. （原始内容存档于2024-11-30）.

### 文獻
- 锺灵中学校刊复兴第五十六号（2002年）
- 锺灵中学校刊复兴第五十九号（2005年）
- 忆陈充恩校长
- 槟城锺灵中学的传奇 （页面存档备份，存于）
- 槟城锺灵中学校史论集 （页面存档备份，存于）
- 锺灵中学的改制與学潮
- 马來西亞华教史
- 锺灵学生就读黄埔军校[永久]
- 锺灵中学师生蒙难记，张叔英1945年11月26日《申报》，第2版。